# قائمة المغتصبين المتسلسلين
المغتصب المتسلسل هو شخص يرتكب جرائم اغتصاب متعددة، سواء مع ضحايا متعددين أو ضحية واحدة بشكل متكرر على مدى فترة من الزمن. لا تتضمن هذه القائمة القتلة المتسلسلين الذين اغتصبوا ضحاياهم ثم قتلوهن؛ فقط المغتصبين المتسلسلين الذين هاجموا ضحاياهم دون قتلهم واغتصبوهن هم من يجب أن يُدرجوا هنا. ينبغي أن تتضمن هذه القائمة المغتصبين المتسلسلين الذين لديهم ثلاثة ضحايا على الأقل. ويشمل ذلك أيضًا القتلة المتسلسلين الذين اغتصبوا ثلاثة ضحايا على الأقل دون قتلهم.
| الاسم                                                       | البلد                                              | سنوات النشاط                   | ضحايا مؤكدة      | الملاحظات |
| ----------------------------------------------------------- | -------------------------------------------------- | ------------------------------ | ---------------- | --- |
| ذو شناتر                                                    | اليمن                                              | حوالي 517 م                    | غير معروف        | ملك حمير الذي كان، وفقًا للتاريخ التقليدي، يمارس اللواط بانتظام مع الصبية الصغار في غرفته الملكية، ثم يضع عود أسنان في أفواههم حتى يعرف الجميع كيف أهانهم. وكان هدفه هو إهانة وإذلال الذكور الآخرين من الدم الملكي حتى لا يتمكنوا من خلافته كملك. وفي عام 517، طعنه أحد الضحايا حتى الموت دفاعًا عن نفسه. |
| لافرينتي بيريا                                              | الاتحاد السوفيتي                                   | 1930–1953                      | غير معروف        | مسؤول بارز في الاتحاد السوفييتي كان يغتصب النساء بشكل متسلسل تحت تهديد الإعدام إذا قاومن. عدد الضحايا غير معروف، على الرغم من أن الأدلة تشير إلى أن عدد الضحايا بالمئات. أعدم بتهمة الخيانة في عام 1953 بعد محاكمة تم خلالها الكشف عن جرائمه الجنسية. |
| رونالد كارول ماكدونالد                                      | الولايات المتحدة                                   | 1937–1997                      | 8–45+            | رجل أمريكي معروف بلعب دور بابا نويل لأكثر من 25 عامًا قبل أن يعترف بجرائمه. كان ماكدونالد شخصية بارزة في ليك فورست بارك، واشنطن، حيث كان يعمل كسانتا كلوز طوال العام. كان يتطوع ستة أيام على الأقل في الأسبوع، ويعمل مع الأطفال، بما في ذلك الأطفال في مستشفيات منطقة سياتل. |
| بول أوغورزو                                                 | ألمانيا النازية                                    | 1939–1941                      | 31               | قاتل متسلسل معروف باسم «قاتل إس باهن». تم إعدامه بتهمة قتل ثماني نساء، ولكن أدين أيضًا بارتكاب إحدى وثلاثين جريمة اغتصاب قبل سلسلة جرائم القتل التي ارتكبها. |
| كليمنت فرويد                                                | المملكة المتحدة                                    | الأربعينات–الستينات            | 3                | عضو برلماني ألماني من أصل إنكليزي ومقدم برامج تلفزيونية تورط بعد وفاته في الاعتداء الجنسي على ثلاث فتيات قاصرات بين الأربعينيات والستينيات. |
| جورج جوزيف سفيك                                             | الولايات المتحدة                                   | 1940–1941                      | 15               | عُرف باسم «لص الأسبرين»؛ وهو من سكان بنسلفانيا، قام بسرقة واغتصاب ما لا يقل عن 15 امرأة في أنحاء مدينة نيويورك، بالإضافة إلى ما يصل إلى 66 امرأة أخرى في مين ونيو أورليانز. لُقّب سيفيك بـ«القاتل النبيل» بعد إدانته باغتصاب وقتل كيتي باباس في برونكس، والتي أُعدم بسببها لاحقًا في عام 1942. |
| ويلي كيمريتز                                                | ألمانيا الشرقية                                    | 1946–1948                      | 13               | عُرف بأنه «مجرم رعب غابة براندنبورغ»؛ فقد سرق واغتصب النساء في الغابات المحيطة ببرلين، فقتل أربع نساء. ولتقصير مدة المحاكمة، أُدين كيمريتز فقط بارتكاب ثلاث عشرة جريمة اغتصاب وثلاث جرائم قتل، إلا أن التقديرات تشير إلى أن إجمالي عدد ضحاياه بلغ نحو 45 ضحية. وقد أُعدم في عام 1950. |
| جيمي سافيل                                                  | المملكة المتحدة                                    | 1955–2009                      | 217              | نجم بريطاني مشهور اعتدى جنسياً على مئات الأطفال على مدار خمسين عاماً. بعد وفاة سافيل، كشف تحقيق أنه ربما كان أكثر المجرمين جنسياً في تاريخ بريطانيا. |
| ألبرت ديسالفو                                               | الولايات المتحدة                                   | 1956–1964                      | 3+               | عُرف باسم «الرجل الذي يقيس» و«الرجل الأخضر». مغتصب متسلسل ومهاجم جنسي متسلسل للنساء في بوسطن، ماساتشوستس، فضلاً عن كونه المشتبه به الرئيسي في جرائم قتل خناق بوسطن. بدأ بعد فترة وجيزة من تسريحه من الخدمة العسكرية بسلسلة من التحرش بالنساء في منازلهن، متظاهرًا بأنه كشافة أزياء للدخول إلى منازلهن و«أخذ مقاساتهن». تم القبض عليه وسجنه بتهمة السرقة في عام 1960، وحُكم عليه بالسجن لمدة تقل عن عام على الرغم من اعترافه بالاعتداءات الجنسية. ارتكب لاحقًا جريمة اغتصاب النساء في منازلهن، مرتديًا زي العمل الأخضر، وربطهن بأسرتهن، واغتصابهن تحت تهديد السكين. كاد ريتشارد سبرولز، الذي أصبح فيما بعد رئيس شرطة بروكتون، أن يسرق منزله على يد دي سالفو عندما جاء إلى الباب كسائق سيارة. أطلق سبرولز بندقيته لمنع دي سالفو من الركض أو اقتحام المنزل، مما أدى إلى اعتقاله. يمثله ف. لي بيلي، وخاصة عندما اعترف دي سالفو بجرائم قتل الخانق بتفاصيل دقيقة وغير معلنة علناً؛ حاول بيلي أن يجادل في إقراره بالجنون، لكنه استقر على استبعاد عقوبة الإعدام. حُكم على دي سالفو بالسجن مدى الحياة، ثم قُتل في مستوصف السجن، دون إدانة المشتبه بهم. |
| مايك دي بارديليبن                                           | الولايات المتحدة                                   | 1956–1983                      | 4+               | الاسم الكامل جيمس ميتشل دي باردليبين الابن؛ والمعروف باسم «المارة في المول». كان مزورًا لأوراق نقدية مزيفة في جميع أنحاء البلاد لسرقة الباقي، إلى الحد الذي جعل جهاز الخدمة السرية يتعقبه. كما ورد أنه كان مغتصبًا متسلسلًا، يستخدم عادةً حيلة «ضابط بملابس مدنية» متنكرًا، ثم يخطفهن ويعذبهن جسديًا وجنسيًا، وغالبًا ما كان يعتدي جنسيًا على النساء بأشياء غريبة بسبب العجز الجنسي. تتذكر النساء أنهن أجبرن على مناداة دي باردليبين «أبي» وهُددن بصور وأشرطة التعذيب إذا أخبرن. ألقت الشرطة القبض على دي باردليبين بتهمة التزوير، حيث تم العثور على أدوات وصور وتسجيلات صوتية لنساء مغتصبات ومعذبات بكثرة بين ممتلكات دي باردليبين. حُكم عليه بالسجن مدى الحياة بتهمة التزوير، لكن الشرطة لم تتمكن من ربط دي باردليبين بالنساء في الصور بشكل قاطع، ناهيك عن تحديد هوية العديد منهن. هناك نظرية شائعة تقول إن دي بارديليبن قرر ما إذا كان سيطمس وجهه ووجوه النساء في الصور بناءً على ما إذا كن قد تعرضن للاغتصاب والإفراج عنهن أو تعرضن للقتل. دي بارديليبن هو المشتبه به الرئيسي في قتل إيدنا تيري ماكدونالد وجين ماكفول وجو رابيني. كما أن لديه سجل إجرامي سابق من الاعتداء الجسدي على والدته والاعتداء الجسدي والجنسي على زوجاته والحيازة غير القانونية للأسلحة النارية والمخدرات وسرقة السيارات والاختطاف ومحاولة القتل والاعتداء والسطو المسلح والقيادة المتهورة واللواط. توفي بسبب الالتهاب الرئوي في السجن في بوتنر بولاية كارولينا الشمالية في عام 2011. |
| إدوارد بايسنل                                               | جيرزي                                              | 1957–1971                      | 13               | مرتكب الجرائم الجنسية سيئ السمعة المعروف باسم «وحش جيرزي»، أثار الرعب في الجزيرة لمدة 15 عامًا تقريبًا وأدين في عام 1971 بارتكاب 13 تهمة اغتصاب واعتداء ولواط. |
| بول شيفر                                                    | تشيلي وألمانيا                                     | 1958–2005                      | 28               | وزير مسيحي ومؤسس طائفة كولونيا ديجنيداد الذي اتُهم بارتكاب جريمتي اغتصاب في موطنه ألمانيا، بالإضافة إلى 26 جريمة أخرى في تشيلي. |
| ألتون كولمان                                                | الولايات المتحدة                                   | 1960–1984                      | 8–10+            | قاتل متسلسل له سجل إجرامي طويل الأمد، بدأ في عام 1960. ساعد في سلسلة من جرائم القتل عبر البلاد مع صديقته ديبورا براون، التي أُمرت بالمشاركة في جزء معين من الجرائم. تضمنت الجرائم السابقة سلسلة من عمليات الاغتصاب العنيفة وغيرها من الاعتداءات الجنسية، بما في ذلك العديد من الفتيات، وثلاثة نزلاء من الذكور، وامرأة في الخدمة العسكرية الأمريكية، ويقال، ابنة أخته. تم تخفيف التهم أو تبرئة كولمان في المحكمة، باستثناء تهمة واحدة كان من المقرر محاكمته عليها عندما بدأت موجة القتل. تضمنت الدوافع المذكورة سابقًا الإساءة المروعة واضطرابات الشخصية وتشخيصات نفسية أخرى والتنمر من قبل الأقران. كانت ديبورا تتمتع بتربية أفضل بدون سجلات جنائية سابقة، لكن جهودها تحولت في اتجاه كولمان عند بدء علاقة. تم إعدام كولمان بناءً على إدانات تتعلق بموجة القتل، ولا تزال ديبورا في السجن. |
| سيريل سميث                                                  | المملكة المتحدة                                    | الستينات–السبعينات             | 114              | سياسي ليبرالي بارز تورط بعد وفاته في الاعتداء الجسدي والجنسي على ما يصل إلى 114 صبيًا صغيرًا في المدارس وبيوت الشباب خلال الستينيات والسبعينيات. اتضح أنه تم التحقيق معه واعتقاله مرارًا وتكرارًا أثناء حياته ولكن لم يتم توجيه اتهام إليه أبدًا. وفقًا لسيمون دانكزوك، عضو البرلمان عن روتشديل حيث وقعت الإساءة، لا يوجد «شك يذكر» في أن إساءة سميث تضمنت الاغتصاب. |
| سيدني كوك                                                   | المملكة المتحدة                                    | الستينات–الثمانينات            | 3+               | يُعرف باسم «هيسنج سيد». أحد أسوأ المجرمين الجنسيين العنيفين ومرتكبي الجرائم الجنسية ضد الأطفال في بريطانيا. كان يعمل في مدينة ملاهي وزعيم عصابة من المتحرشين بالأطفال المسؤولين عن خطف الأولاد وتهريبهم واغتصابهم وتعذيبهم في شقة تم الاستحواذ عليها، وقد حدد هوية الأولاد بما في ذلك شقيقان لم يتم ذكر اسميهما علنًا. كان مرتبطًا بالتأكيد بقتل أحد الأولاد ومشتبه به في جرائم قتل واختفاء أولاد آخرين. تم القبض عليه بتهمة الاعتداء غير اللائق في الحمام وتم اتهامه لاحقًا بارتكاب ثماني عشرة جريمة جنسية ضد الأطفال. أقر كوك بالذنب في نصف هذه التهم، وتباهى بمزيد من الجرائم التي ارتكبتها الشرطة ولم تربطها، لكنه رفض الكشف عن التفاصيل أو مناقشتها مع الشرطة أو الأسر الحزينة أو أي شخص آخر يهمه الأمر. نتج عن الكشف عن عصابة كوك وجرائمه غضب عام واحتجاجات. |
| جون ألين                                                    | المملكة المتحدة                                    | الستينات–1995                  | 26               | استغل الضحايا في دور رعاية الأطفال الويلزية من أواخر الستينيات إلى أوائل التسعينيات. أدين بإساءة معاملة ستة أولاد في عام 1995 وأدين مرة أخرى في عام 2014 بارتكاب 33 جريمة جنسية تتعلق بإساءة معاملة 19 ولدًا وفتاة واحدة. |
| راي تيريت                                                   | المملكة المتحدة                                    | الستينات–1999                  | 8                | دي جي راديو بريطاني كان صديقًا لجيمي سافيل. في عام 2014، بعد أن تم الكشف عن أن سافيل مجرم جنسي متسلسل، تم التحقيق مع تيريت وإدانته بسبع تهم اغتصاب ارتكبت ضد أطفال في الستينيات والسبعينيات. في عام 1999، أدين أيضًا بتهمة اغتصاب فتاة تبلغ من العمر 15 عامًا. تمت تبرئته من تهم أخرى، بما في ذلك الاعتداءات المزعومة التي ارتكبها مع سافيل. |
| برايان لون فيلد                                             | المملكة المتحدة                                    | الستينات–2001                  | 3+               | بريان لون فيلد هو متحرش بالأطفال ومجرم متسلسل ضد الأولاد الصغار وقد أدين أيضًا في عام 2001 بقتل روي توتيل، الذي مارس معه الجنس أيضًا. وقد أدين بستة جرائم جنائية أخرى بارتكاب جرائم جنسية ضد الأولاد الصغار، بما في ذلك الاعتداء الجنسي في السبعينيات وتهمتي اللواط في أوائل الثمانينيات. كما أدين أيضًا باختطاف صبيين صغيرين في سيارته في عام 1986 ومحاولة اغتصابهما، لكنهما تمكنا من الفرار بعد القفز من السيارة. وهو المشتبه به الرئيسي في قضية الصبيين باتريك وارن وديفيد سبنسر اللذين اختفيا من الشارع في سوليهل في ديسمبر 1996 عندما كان يقود سيارته في شاحنة صغيرة في المنطقة. كما يُشتبه في أنه ارتكب جريمة قتل أخرى لصبي في المنطقة في عام 1984. |
| روبرت جارو                                                  | الولايات المتحدة                                   | 1961–1973                      | 3+               | مغتصب متسلسل للنساء والفتيات في نيويورك، وله سجلات إضافية تتضمن جرائم مثل الاعتداء والخطف ومحاولة الاغتصاب. هرب بكفالة أثناء المحاكمة بعد اغتصاب فتاتين، مما أدى إلى موجة من عمليات القتل والاغتصاب والاعتداء التي استمرت لمدة 18 يومًا. أطلق عليه ضابط حماية النار في حديقة واحتجز، وأدين بجميع التهم. حاول الهروب مرة أخرى بمسدس هربه ابنه، لكنه قُتل بالرصاص عندما عثر عليه ضباط الإصلاح. وجهت الاتهامات إلى محاميه في «قضية الجثث المدفونة»، حيث كشف جارو عن مكان شخصين قتلهما بموجب امتياز المحامي–العميل. تم قبول طلب رفض الاتهام. |
| فريد ويست                                                   | المملكة المتحدة                                    | 1961–1992                      | 8+               | قاتل متسلسل ومغتصب مع شريكته وزوجته الثانية روزماري ويست. مفترس جنسي وسادي منذ شبابه المبكر، مذنب باغتصاب وتعذيب العشرات من النساء والفتيات، من بينهن أخته وزوجته الأولى وبناته وابنة أخته والمربيات والحدود في منزل عائلته، الذين تعرضوا للاعتداء الجنسي والتعذيب والإهانة وحتى الدعارة من المنزل. تعرضت امرأة واحدة، كارولين أوينز، للتحرش الجنسي، ثم العنف الجسدي والجنسي في الأسر، وأبلغت عن الجرائم عندما هربت. اعترف الزوجان بالذنب في تهم أقل عندما ناضلت للإدلاء بشهادتها، ولم يُغرم آل ويست إلا القليل باليورو. بعد اعتقاله بتهمة اغتصاب أصغر أبناء العائلة، كان فريد عاجزًا عن منع الشرطة من الحصول في النهاية على أوامر لتفتيش «بيت الرعب» الخاص بآل ويست، مما أدى إلى الكشف عن رفات تسع نساء وفتيات قُتلن إما فريد أو روزماري، بما في ذلك ابنتان. كما ارتبط فريد بشكل قاطع بثلاث جرائم قتل أخرى: زوجته السابقة، ومراهقة كانت تعيش في قافلته، ونادلة مقهى كان فريد يطاردها ولم يتم العثور عليها ميتة أبدًا. بعد إلقاء القبض على روزماري، أدلى فريد باعترافات كاملة على أمل إطلاق سراحها، ثم انتحر شنقًا. وجهت إلى روزماري تهمة وأدينت بتهم جنائية تتعلق بالاغتصاب والتعذيب والقتل والعنف المنزلي، وتم سجنها. |
| فرانسيس إيفرار                                              | فرنسا بلجيكا                                       | 1962–2007                      | 9                | متحرش جنسي بالأطفال فرنسي بلجيكي اعتدى جنسياً على أطفال صغار في كلا البلدين، واعترف بارتكاب نحو 40 اعتداءً. وفي أعقاب عملية اختطاف واغتصاب سيئة السمعة لطفل يبلغ من العمر 5 سنوات من مسقط رأسه في روبيه في عام 2007، حُكم على إيفرار بالسجن لمدة 30 عامًا. وأدت قضيته إلى تجديد النقاش حول معاملة مرتكبي الجرائم الجنسية في فرنسا. |
| ستيوارت موراي ويلسون                                        | نيوزيلندا                                          | 1962–2013                      | 16+              | مُغتصب مُعاود ومُرتكب جرائم جنسية ضد النساء والفتيات وله تاريخ إجرامي يمتد لعقود. بالكاد تلقى إعادة تأهيل، وأُطلق سراحه في عام 2012 تحت أشد شروط السجين في نيوزيلندا صرامة. أُعيد إلى السجن في عام 2013 بسبب مكالمة هاتفية خارج متطلباته، وأُدين لاحقًا بارتكاب جرائم جنسية إضافية. توفي في مستشفى السجن لأسباب طبيعية في عام 2021. |
| ليوبولد ديون                                                | كندا                                               | 1963                           | 23               | مغتصب متسلسل لـ 21 صبيًا، بالإضافة إلى معلمة مدرسة تعرضت للاغتصاب الجماعي والطعن وتركت لتموت بالتعاون مع شقيق ديون. أصبح لاحقًا قاتلًا متسلسلًا للأولاد الذين تم إغرائهم بنفس الحيل مثل ضحيته البالغة، والتي كانت مصورة فوتوغرافية. تم القبض عليه في غضون شهر من وقوع عمليات القتل، بينما تم إطلاق سراحه بكفالة بعد اغتصاب المعلمة، وذلك بفضل تقرير من صبي هارب حاول ديون الاعتداء عليه. اعترف بعد شهر في السجن وأرشد الشرطة إلى الأولاد الأربعة الذين قُتلوا. أدين وحُكم عليه بالإعدام، والذي تم تخفيفه إلى السجن مدى الحياة عندما ألغت كندا عقوبة الإعدام في البلاد. طعن حتى الموت في عام 1972 من قبل سجين آخر وجد غير مذنب بسبب الجنون.[بحاجة لمصدر] |
| كريستوفر وايلدر                                             | أستراليا الولايات المتحدة                          | 1963–1984                      | 7+               | يُعرف باسم «قاتل ملكة الجمال» لاستهدافه النساء والفتيات الصغيرات الجميلات تحت ستار مصور عارض أزياء. مفترس جنسي أسترالي مذنب بقائمة طويلة من الجرائم الجنسية، في أستراليا والولايات المتحدة (كان مواطنًا مزدوجًا)، تتراوح من التحرش الجنسي إلى الاعتداءات الجنسية، بما في ذلك الاغتصاب الجماعي لمراهقة في أستراليا وثلاث حالات اغتصاب فموي لامرأة وفتاتين في فلوريدا. أثناء انتظار المحاكمة، انطلق وايلدر في موجة قتل في جميع أنحاء الولايات المتحدة، حيث اغتصب وعذب وقتل العديد من النساء والفتيات على مدار ستة أسابيع في عام 1984. نجت امرأة وفتاتان؛ واحتُجزت إحداهما كرهينة لفترة طويلة من الزمن. قُتل وايلدر بالرصاص في صراع مع اثنين من رجال الشرطة على مسدسه من طراز كولت. يُشتبه في تورطه في العديد من حالات الاختفاء وقتل النساء والفتيات الأخرى، وتم تبرئته من بعض هذه الجرائم بعد وفاته. |
| وليام فاهي                                                  | الولايات المتحدة Nicaragua المملكة المتحدة         | 1963–2014                      | 90+              | مدرس أمريكي لديه خبرة في العديد من المدارس الدولية. أدين لأول مرة ووضع في سجل الجرائم الجنسية بتهمة التحرش بالأطفال عندما كان كشافًا في سن الرابعة عشرة. بعد إطلاق سراحه من السجن، سافر فاهي إلى الخارج واعتدى جنسيًا على المزيد من الأولاد الذين كانوا طلابًا في المدارس، وأطعمهم بسكويت أوريو مع دواء منوم فيه وصنع صور إباحية للأطفال أثناء التحرش بالأولاد. لم يوقع فاهي على السجل، ولهذا السبب لم تكتشف المدارس السجلات أبدًا. يُزعم أن فاهي اعتدى على الأولاد طوال حياته، بعد أن تعرض للتحرش سابقًا عندما كان طفلاً، حسب روايته الخاصة. وبسبب عدم معاقبته بالكاد، على الرغم من أدلة صور إباحية الأطفال التي تم العثور عليها في مداهمات في نيكاراجوا ولندن، فر فاهي إلى أمريكا وانتحر بطعنة في الصدر أثناء وجوده في مينيسوتا، بعد محاولة فاشلة سابقة قبل سنوات في نيكاراجوا، وتوفي عن عمر يناهز 64 عامًا. رفع العشرات من الضحايا وعائلاتهم دعاوى قضائية وطالبوا بالتعويض. كان فاهي متزوجًا ولديه طفلان بالغان. |
| ناثانيال باريوناه                                           | الولايات المتحدة                                   | 1964–1999                      | 7+               | ولد ديفيد بول براون. مفترس أطفال خطير وعنيف يعود تاريخه إلى شبابه، حيث ارتكب العديد من جرائم الاختطاف والاغتصاب والاعتداءات العنيفة ومحاولات القتل، وأدين في النهاية فيما يتعلق باختفاء زاك رامزي والاشتباه في قتله. يُشتبه في أنه قتل العديد من الأطفال، بل وحتى أكل لحوم البشر من بقاياهم بعد العثور على «وصفات» من بين العديد من الأدلة الموثقة الأخرى على جرائمه واستعداداته ضده. توفي في عام 2008 بسبب مشاكل في القلب تعزى إلى سوء الصحة والإفراط في تناول الطعام. أُعلن عن وفاة رامزي غيابيًا اعتبارًا من عام 2011. |
| ويليام جود                                                  | المملكة المتحدة                                    | 1965–2004                      | 14               | رجل أعمال مليونير متحرش بالأطفال من مدينة بليموث، اعتدى جنسياً على الأولاد بشكل متكرر، وأدين بـ14 تهمة اعتداء جنسي (اغتصاب قاصر) في عام 2004. ارتكب أول جريمة معروفة له في عام 1965. وقد تفاخر ذات مرة بتحطيم «رقمه القياسي» في الاعتداء الجنسي على 142 صبياً في عام واحد. |
| روبرت أندرسون                                               | الولايات المتحدة                                   | 1966–2003                      | 1050+            | توفي الطبيب العام وطبيب الرياضة بجامعة ميشيغان في عام 2008 دون أي سجل جنائي. وخلال مسيرته الطويلة كطبيب، زُعم أنه اغتصب أكثر من ألف رجل وامرأة أثناء الفحوصات الطبية الروتينية. وتوصلت الجامعة إلى تسوية بقيمة 490 مليون دولار مع 1050 ضحية في عام 2022. |
| جورو ذا بيفير                                               | بلغاريا                                            | 1968                           | 6–7              | نشط في حي كونيوفيتسا في صوفيا، وقد اكتسب جورو ذا بافير لقبه من المناديل التي تركها على الأرصفة بجوار الضحايا. ونتيجة لإحدى هجماته، توفيت إحدى الضحايا متأثرة بجراحها في المستشفى. وأدين في البداية أصم أبكم يدعى ميلشو ميلانوف، من راكيتا، وقضى بعض الوقت في ارتكاب الجرائم، ولكن تم الإفراج عنه لاحقًا بسبب نقص الأدلة.[بحاجة لتوضيح] لا ينبغي الخلط بين جورو ذا بافير وجورجي يوردانوف المعروف باسم جورو ذا بافير، الثاني.[بحاجة لمصدر] |
| لاري فيشر                                                   | كندا                                               | 1968–1980                      | 9                | كان فيشر مسؤولاً عن اغتصاب وقتل جيل ميلر عام 1969، والتي أدين ديفيد ميلجارد بها ظلماً وقضى 23 عاماً في السجن. وقد قضى فترة في السجن لارتكابه ست جرائم اغتصاب في ساسكاتون ووينيبيغ، وجريمة اغتصاب أخرى في نورث باتلفورد عام 1980. كما اغتصب زوجته ليندا عام 1968. |
| شلومو هاليفا                                                | إسرائيل                                            | 1969–1975                      | 7                | معروف باسم «المغتصب الباكي»؛ اعتدى جنسياً على ما لا يقل عن سبع نساء في منطقة عكا بإسرائيل وقتل واحدة في نتانيا؛ يشتبه في ارتكابه جرائم اغتصاب أخرى وربما أربع جرائم قتل إضافية؛ حُكم عليه بالسجن مدى الحياة، ولكن من المتوقع إطلاق سراحه بكفالة في عام 2024. |
| روي نوريس                                                   | الولايات المتحدة                                   | 1969–1979                      | 3                | أحد «قاتلي صندوق الأدوات» مع لورانس بيتاكر، المغتصبين والجلادين والقتلة الخطيرين والعنيفين الذين عملوا معًا بعد إطلاق سراحهم من السجن الذي التقوا فيه. قتل خمس فتيات وشابات قبل اعتقالهن. كما كان لدى نوريس تاريخ من ثلاث حالات اغتصاب ومحاولة اغتصاب واحدة، ولم تسفر جميعها عن إدانات. |
| أدريان شوارتز                                               | إسرائيل                                            | 1969–1990                      | 8–14             | بطل سابق في لعبة الطاولة أدين بارتكاب جريمتي اعتداء جنسي على أطفال في المنطقة الوسطى والقدس. كانت أول إدانة بارتكاب جرائم جنسية قبل عقدين من الزمان تقريبًا، قبل الدخول في مسابقات عالية المخاطر في لعبة الطاولة والشطرنج. تمت تبرئته من ست تهم أخرى تتعلق باغتصاب الأطفال، ويشتبه في ارتكابه حوالي سبع جرائم اغتصاب أخرى للأطفال. أول مدان تتم إعادة محاكمته بعد ربطه بجريمة اغتصاب من خلال الحمض النووي؛ حُكم عليه بالسجن لمدة 20 عامًا، وأُطلق سراحه تحت الإقامة الجبرية في عام 2019. لقد تعرضت الأنظمة القضائية التحقيقية في الولاية القضائية الإقليمية للتدقيق مرارًا وتكرارًا بسبب الصراعات وعدم القدرة على اتباع البروتوكول وتوجيه الاتهام والملاحقة القضائية بناءً على أدلة أكثر قاطعة من الظرفية، مما أدى إلى سنوات من المعارك القانونية بين شوارتز والوكالات، والوكالات فيما بينها. |
| روزماري ويست                                                | المملكة المتحدة                                    | 1969–1994                      | 11+              | قاتلة متسلسلة ومغتصبة ومتآمرة مع زوجها فريد ويست. اعتدى الزوجان جنسياً على بناتهما وابنة أختهما ونزيلات في منزلهما، من بين عشرات النساء والفتيات الأخريات اللواتي لم يتم التعرف عليهن مطلقًا. عملت روزماري، المعروفة باسم روز، كعاهرة واستمتعت بإلحاق الألم الشديد بالضحايا غير المدركين، ولديها ميل للعدوان الجنسي مع الشريكات الإناث. كما اعتدت جسديًا وجنسيًا على أطفال الأسرة، بل واعتدت جنسيًا على إخوتها. بعد أن سجن الزوجان امرأة تدعى كارولين أوينز واغتصبوها وعذبوها في الأسر ثم أخذت الزوجين للمحاكمة عندما هربت، اعترف الزوجان بالذنب في تهم أقل خطورة ولم يتم تغريمهما إلا عندما كانت مصدومة للغاية لدرجة لا تسمح لها بالشهادة. ثم تصاعد الزوجان إلى جرائم قتل بدوافع جنسية للنساء والفتيات اغتصبهن الزوجان وعذبوهن، قبل دفن رفاتهما في قبو وحديقة العقار، بالإضافة إلى ابنتين. تم القبض على فريد بتهمة اغتصاب الابنة الصغرى، كما تم توجيه الاتهام إلى روز أيضًا عندما كشفت مذكرة تفتيش عن وجود تسع نساء ميتات في العقار، مع ربط فريد لاحقًا بثلاث جرائم قتل أخرى. غالبًا ما كانت روز تقتل في نوبات غضب، بما في ذلك قتل ابنة زوجها ونزيل في المنزل. لا تزال روز مسجونة بعد إدانتها بجرائم الزوجين. ادعى فريد المسؤولية الأساسية عن الجرائم قبل أن يشنق نفسه في زنزانته.[بحاجة لمصدر] |
| جورجي يوردانوف                                              | بلغاريا                                            | السبعينات                      | 10               | في بداية سبعينيات القرن العشرين، اغتصب مغتصب متسلسل، يُعرف باسم «جورو الراصف الثاني»، عشر ضحايا وارتكب جريمة قتل مزدوجة. وفي عام 1975، ألقي القبض على الجاني جورجي يوردانوف، وحُكم عليه بالإعدام، ثم أُعدم رمياً بالرصاص. |
| رالف رو                                                     | كندا                                               | السبعينات–الثمانينات           | 60–500           | أحد أسوأ المتحرشين بالأطفال في كندا. اعتدى جنسياً على مئات الأطفال الكنديين الأصليين، وخاصة الأولاد، أثناء عمله كقسيس في الكنيسة الأنجليكانية الكندية، ومسؤول في شرطة مقاطعة أونتاريو، وقائد في الكشافة. حُكم عليه بالسجن لمدة خمس سنوات بسبب صفقة إقرار بالذنب. |
| جون تايلور                                                  | بريطانيا العظمى                                    | السبعينات–2001                 | 11+              | اشتهر جون تايلور، رجل من ليدز، بقتل ليان تيرنان، كما أدين في عام 2003 بارتكاب جريمتي اغتصاب في المدينة في عامي 1988 و1989 على التوالي. وفي عام 2018 أدين بارتكاب 16 جريمة تاريخية أخرى، بما في ذلك تسع جرائم اغتصاب وجرائم جنسية على الأقل. ويُشتبه في ارتكابه العديد من الجرائم الأخرى. |
| مغتصبو جرين فيجا                                            | الولايات المتحدة                                   | 1972                           | 7+               | عصابة من المغتصبين المتسلسلين نشطت في منطقة واشنطن العاصمة وماريلند في أوائل سبعينيات القرن العشرين. تم اشتقاق الاسم من استدراج الضحايا إلى سيارة شيفروليه فيجا خضراء قبل سرقتهم والاعتداء عليهم جنسياً تحت تهديد السلاح. |
| جيفري إيفانز وجون شو                                        | بريطانيا العظمى أيرلندا                            | بداية السبعينات–1976           | 3                | زوجان من المجرمين المحترفين اغتصبا معًا ثلاث نساء في إنجلترا قبل أن يفرا إلى أيرلندا في عام 1974 هربًا من الاعتقال والاتهام. أثناء فرارهما في أيرلندا، وبينما كانت السلطات البريطانية تسعى لتسليمهما، اغتصبا وقتلا امرأتين وسُجنا في البلاد. ومن المعروف أن الاثنين خططا لاغتصاب وقتل امرأة واحدة كل أسبوع. |
| جون ألبرت تايلور                                            | الولايات المتحدة                                   | السبعينات–1989                 | 5+               | أدين وحُكم عليه بالإعدام بتهمة اغتصاب وقتل تشارلا كينج عام 1989 في عيد ميلاد الفتاة الثاني عشر. سُجن سابقًا بتهمة طعن زوج والدته واغتصاب وممارسة اللواط مع العديد من الفتيات، بما في ذلك أخته وأخته غير الشقيقة. دخل السجن وخرج منه بتهمة ارتكاب جرائم بسيطة، ثم أُفرج عنه بشكل مثير للجدل بعد سجنه بتهمة انتهاك الإفراج المشروط، وتم تبرئته من تهم أخرى تتعلق بالسطو والسرقة والاعتداء الجنسي. عاد ليعيش مع عائلة والده، حيث اغتصب تشارلا وخنقها. انتقلت والدتها شيرون لأن جيرانها لم يتدخلوا لإنقاذ حياة ابنتها. أدين تايلور بتهمة الاغتصاب والقتل في المرة الأولى وحُكم عليه بالإعدام، واختار تايلور الإعدام رميًا بالرصاص بينما أعلن براءته في عام 1996. |
| جين موريسون                                                 | بريطانيا العظمى                                    | السبعينات–2007                 | 3                | محقق جنائي محتال عمل لمدة ثلاثة عقود في هايد، مانشستر الكبرى، وكان يدلي بانتظام بشهادات كاذبة في المحاكمات الجنائية تحت مسمى «دكتور». وفي النهاية تبين أنه محتال، وفي عام 2009 أدين بارتكاب سلسلة من الجرائم الجنسية ضد الأطفال بين سبعينيات القرن العشرين وعام 2007، بما في ذلك ثلاث حالات اغتصاب. |
| جاري جليتر                                                  | المملكة المتحدة كمبوديا فيتنام                     | السبعينات–عقد 2000             | 18+              | جلام روك البريطانية المشينة ذات التاريخ الطويل من الإدانات المتكررة والترحيل وانتهاك الإفراجات المشروطة المتعلقة بالاعتداءات الجنسية الدولية واستغلال الفتيات في سن ما قبل البلوغ والمراهقات.[بحاجة لمصدر] |
| محمد الفايد                                                 | المملكة المتحدة                                    | السبعينات–2014                 | 20–200+          | ملياردير ورجل أعمال مصري يمتلك متجر هارودز الفاخر، اتُهم بعد وفاته باغتصاب أكثر من 200 امرأة. |
| ملفين كارتر                                                 | الولايات المتحدة                                   | 1971–1980                      | 11               | معروف باسم «مغتصب كلية تراس»، اغتصب النساء تحت تهديد السكين في كلية تراس، بالو ألتو، كاليفورنيا؛ اعترف بأكثر من 100 حالة اغتصاب في مدن متعددة في جميع أنحاء كاليفورنيا. |
| إدي موسلي                                                   | الولايات المتحدة                                   | 1971–1987                      | 43               | قاتل متسلسل ومغتصب في ولاية فلوريدا. ارتبط في الأصل بسلسلة من 150 حالة اختطاف واغتصاب للنساء والفتيات، وتم ربطه بشكل قاطع باغتصاب 43 امرأة وفتاة من خلال تحديد هويتهن. أدين وقضى بعض الوقت قبل إطلاق سراحه، قبل توسيع سجله الجنائي، بما في ذلك ثماني جرائم قتل لنساء وفتيات تعرضن للاغتصاب والقتل. تم القبض على موزلي بتهمة السرقة وتمت مطابقته في النهاية بأدلة الحمض النووي. وجد أنه غير مؤهل للمحاكمة بسبب انخفاض القدرة وعدم الاستقرار العقلي وتم تبديله مرارًا وتكرارًا بين المؤسسات الإصلاحية، وارتبط لاحقًا بمزيد من النساء والفتيات المقتولات، بما في ذلك جريمتي قتل منفصلتين حيث أدين رجلان منفصلان ظلماً وتم تبرئتهما في النهاية بعد تأكيد مسؤولية موزلي. عانى من مشاكل صحية متزايدة في العقد الأخير من حياته وتوفي في النهاية بسبب كوفيد–19 في عام 2020.[بحاجة لمصدر] |
| جون سفاهلستيدت                                              | السويد                                             | 1971–2013                      | 22               | معروف باسم «سوديرمانين»، اغتصب واعتدى على النساء في سودرمالم وهاجا خلال السبعينيات والثمانينيات، بعد إطلاق سراحه، ألقي القبض عليه مرة أخرى في عام 2013 بتهمة اغتصاب طفلة، وحُكم عليه بالسجن لمدة أربع سنوات. |
| أندريه كونوفسكي                                             | بولندا المملكة المتحدة                             | 1972–2001                      | 27               | معروف باسم «وحش ملاوا»؛ اعتدى جنسياً على فتيات صغيرات في وارسو وما حولها؛ فر إلى لندن بإنجلترا في عام 1997، حيث قتل فتاة صغيرة وحُكم عليه بالسجن مدى الحياة؛ مشتبه به في ثلاث جرائم قتل أخرى في كلا البلدين؛ توفي بسبب قصور في القلب في عام 2009. |
| فيليب جاريدو                                                | الولايات المتحدة                                   | 1972–2009                      | 3                | أحد اثنين من الخاطفين، إلى جانب زوجته نانسي، لجيسي لي دوغارد، التي احتُجزت وتعرضت للاغتصاب مرارًا وتكرارًا على مدار ثمانية عشر عامًا، بدءًا من عام 1991. تم إنقاذها في عام 2009، إلى جانب ابنتيها اللتين حملت بهما من الاغتصاب، وتنازلت عن طفل آخر على الأقل للتبني أثناء أسر جيسي. مذنب أيضًا في عمليات اختطاف واغتصاب متكررة لمراهقة وامرأة شابة، ولم يتم القبض عليه في المرة الأولى عندما لم تشهد الفتاة، لكنه قضى عقوبة مخففة بالسجن الفيدرالي لمدة خمسين عامًا. قابل نانسي عندما زارت عمها في السجن، وتزوجها لاحقًا قبل إطلاق سراحه وجندها كشريكة له. |
| ساو باولو مونستر                                            | البرازيل                                           | 1973                           | 3                | مغتصب أطفال متسلسل اعتدى على ثلاث فتيات في ساو باولو بالبرازيل في منطقتي باري وباري. حاول اغتصاب فتيات أخريات دون جدوى. لا يزال مجهول الهوية وحالته الإجرامية غير معروفة.[بحاجة لمصدر] |
| فرانك بيك                                                   | المملكة المتحدة                                    | 1973–1976                      | 100+             | مرتكب جريمة الاعتداء الجنسي على الأطفال في مركز أكبر تحقيق بريطاني في الاعتداء على الأطفال في المؤسسات. متورط في تعذيب وإساءة معاملة أكثر من مائة طفل جنسياً في دور رعاية في ليسترشير حيث كان يعمل كضابط مسؤول خلال السبعينيات. وقد قام العديد من ضحاياه بالاعتداء الجنسي على الأطفال أنفسهم. توفي في سجن وايتمور أثناء قضاء ستة أحكام بالسجن مدى الحياة في عام 1994. |
| ستيفن كولينز                                                | الولايات المتحدة                                   | 1973–1994                      | 3                | ممثل سابق اعترف بالاعتداء الجنسي على ثلاث نساء عندما كن قاصرات، وذلك بعد أن أعلنت الشرطة عن تحقيقاتها في تسجيل صوتي لاعترافه. |
| كيم فاولي                                                   | الولايات المتحدة                                   | 1974                           | 3+               | حارس سجن في ولاية كارولينا الشمالية مسؤول عن التحرش الجنسي واغتصاب العديد من السجينات، ورشوتهن بامتيازات صغيرة مثل الوجبات الخفيفة والمجلات والسجائر وحتى الوعود الكاذبة بالحرية. قُتلت على يد جوان ليتل في 27 أغسطس 1974، بنفس الفأس الجليدي الذي استخدمه أليجود لتهديد جوان أثناء اغتصابها عن طريق الفم. هربت واختبأت مع رجل أسود مسن، ثم سلمت نفسها لاحقًا عندما أمرت الشرطة بقتلها فور رؤيتها. أيد المدافعون عن حقوق المرأة والحقوق المدنية على نطاق واسع دفاعها عن القتل الضروري دفاعًا عن النفس، وهو ما تم تأكيده في تشريح جثة أليجود. لقد صدمت الشهادة العاطفية لها ولمحاميتها كارين بيثيا شيلدز والعديد من النساء الأخريات اللاتي اغتصبهن أليجود أيضًا، هيئة المحلفين والقاضي بما يكفي لجعل ليتل أول امرأة في أمريكا تتم تبرئةها من جريمة القتل على أساس الدفاع عن النفس ضد العنف الجنسي، ناهيك عن كونها أول امرأة سوداء تقتل مهاجمًا/مغتصبًا أبيض على هذه الأسس. |
| بيتر صامويل كوك                                             | المملكة المتحدة                                    | 1974–1975                      | 6                | مغتصب متسلسل هاجم النساء في كامبريدج بإنجلترا، ولذلك أصبح معروفًا في الصحافة باسم مغتصب كامبريدج. كان نشطًا في الفترة من أكتوبر 1974 إلى أبريل 1975، وكان يُطلق عليه أيضًا «المغتصب المقنع» بسبب قناع جلدي مميز كان يرتديه أثناء ارتكاب جرائمه.[بحاجة لمصدر] |
| جوزيف جيمس دي آنجيلو                                        | الولايات المتحدة                                   | 1974–1986                      | 51               | مغتصب متسلسل وقاتل ولص وضابط شرطة سابق ارتكب ما لا يقل عن 13 جريمة قتل و50 جريمة اغتصاب وأكثر من 100 عملية سطو في السبعينيات والثمانينيات. نفذ ثلاث جرائم، كل منها ولدت لقبًا مختلفًا في الصحافة. بدأت جرائمه المعروفة سلسلة من عمليات السطو التي بلغت ذروتها في جريمة قتل، وأصبح معروفًا باسم «فيساليا رانساكر» خلال هذه الجريمة. انتقل بعد ذلك إلى منطقة ساكرامنتو، حيث نفذ سلسلة من جرائم الاغتصاب وأصبح معروفًا باسم مغتصب المنطقة الشرقية قبل أن ينتقل إلى جنوب كاليفورنيا ويرتكب سلسلة من جرائم القتل، غالبًا ما تكون مصحوبة باعتداءات جنسية، وأصبح معروفًا باسم الملاحق الليلي الأصلي. أصبح يُعرف لاحقًا باسم إيرونز (مغتصب المنطقة الشرقية / المطارد الليلي الأصلي) وقاتل الولاية الذهبية. ألقي القبض عليه في عام 2018 وحُكم عليه بالسجن مدى الحياة بعد إقراره بالذنب في 13 جريمة قتل. وكما هو مطلوب في صفقة إقراره بالذنب، فقد اعترف أيضًا بجرائم الاغتصاب، التي لا يمكن مقاضاتها بسبب قانون التقادم.[بحاجة لمصدر] |
| كيم فاولي                                                   | الولايات المتحدة                                   | 1975                           | 3+               | مدير فرقة الهاربون ومتهم بعد وفاته باغتصاب الفتيات القاصرات والشابات والاعتداء عليهن جنسياً، بما في ذلك عضو الفرقة جاكي فوكس. اتُهم في عام 2001 بالتحرش الجنسي ومحاولة اغتصاب ميخائيل ستيل، ثم طردها من الفرقة بعد أن قاتلت فاولي. توفي في عام 2015. |
| ديميتريوس تيرينس فريزر                                      | الولايات المتحدة                                   | 1991–1992                      | 8                | ارتكب فريزر ما مجموعه ثماني جرائم اغتصاب في ميشيغان، بالإضافة إلى جريمة اغتصاب وقتل بولين براون في ألاباما عام 1991 وجريمة قتل كريستال كندريك في ميشيغان عام 1992. وأدانت محكمة ميشيغان فريزر بتهمة قتل كندريك وقضيتين من قضايا الاغتصاب وقضية سرقة، وحُكم عليه بالسجن مدى الحياة أربع مرات بالإضافة إلى 60 إلى 90 عامًا في المجموع. كما حُكم على فريزر بالإعدام في ألاباما بتهمة قتل براون. |
| بيلي ميليغان                                                | الولايات المتحدة                                   | 1975–1977                      | 4                | يُعرف باسم «مغتصب الحرم الجامعي». اغتصب أربع نساء، من بينهن ثلاث نساء في حرم جامعة ولاية أوهايو؛ لم تتم إدانته على أساس الجنون عندما تم الكشف عن إصابته بحالة متطرفة من اضطراب الهوية التفارقي، مع أكثر من اثنتي عشرة شخصية محددة، بما في ذلك واحدة تُنسب إلى عمليات الاغتصاب. تمت دراسة ميليجان لسنوات أثناء وجوده في مؤسسة، حيث أفادت النتائج أن ميليجان كان يعاني من تغيرات منذ سن مبكرة، ويُعزى الاضطراب جزئيًا إلى صراع والد ميليجان مع تعاطي المخدرات والمقامرة، وانتحر في النهاية بعد محاولة واحدة فاشلة على الأقل. تم إطلاق سراحه واختفى لفترة وجيزة، حتى تبين أنه توفي بسبب السرطان. يجري حاليًا إنتاج فيلم يعتمد على جرائم ميليجان، ويكشف فيلم وثائقي أن ميليجان اعترف بالقتل، ومنذ ذلك الحين تم ربطه لاحقًا بجريمتي قتل.[بحاجة لمصدر] |
| صامويل كريستوفر هوكينز                                      | الولايات المتحدة                                   | 1975–1977                      | 30–40+           | يُعرف باسم «المغتصب المتجول»، وهو جزار وواعظ متجول اقتحم المنازل واغتصب النساء البيض بهدف الانتقام من البيض بسبب الظلم الذي مارسوه ضد الأميركيين من أصل أفريقي؛ وهو مرتبط بجريمتي قتل في تكساس وما بين 30 و40 حالة اغتصاب في تكساس وأوكلاهوما وفلوريدا وكولورادو. حُكم عليه بالإعدام بتهمة ارتكاب جرائم القتل، وأُعدم في النهاية في عام 1995. |
| جون لامبي                                                   | المملكة المتحدة                                    | 1975–1980                      | 12               | معروف باسم «مغتصب الطريق السريع إم 5»؛ عامل بناء وسائق شاحنة اغتصب النساء على طول الطريق السريع إم 5، ويقال إنه اغتصبهن كوسيلة للوصول إلى قوات الشرطة، التي أدانتْه بتهمة السرقة. حُكِم عليه بالسجن مدى الحياة. |
| جون برينان كراتشلي                                          | الولايات المتحدة                                   | 1975–1985                      | 3+               | معروف باسم «مغتصب مصاص الدماء». مهندس أنظمة أمنية أدين بخطف لورا مورفي واغتصابها واستنزاف دمها غير المميت عن طريق سحب الدم منها. كما أن له تاريخًا في اغتصاب الشركاء الحميمين، النساء والرجال، بما في ذلك زوجته. يُشتبه في تورطه في ما يصل إلى ثلاثين جريمة قتل لنساء وفتيات في جميع أنحاء الولايات المتحدة. أُطلق سراحه، ثم عاد إلى السجن بتهمة حيازة الماريجوانا وحُرم من الإفراج المشروط بموجب قانون الضربات الثلاث. توفي منتحرًا في عام 2002. |
| بيتر مور                                                    | بريطانيا العظمى                                    | 1975–1995                      | 39               | قاتل متسلسل مثلي الجنس بريطاني قتل أربعة رجال عشوائيًا في شمال ويلز عام 1995، ولكن أدين أيضًا بارتكاب 39 اعتداءً جنسيًا على رجال في جميع أنحاء ميرسيسايد وشمال ويلز على مدار العشرين عامًا الماضية. |
| دونالد بلوم                                                 | الولايات المتحدة                                   | 1975–1998                      | 5+               | أدين بقتل كاتي بواتييه، ويُشتبه في قتله نساء وفتيات أخريات. كان مجرمًا جنسيًا مسجلاً في خمس جرائم اختطاف واعتداءات جنسية على الأقل وخطف ومحاولة اغتصاب فتاتين، والتي سبقت تحرك بلوم بشكل متكرر واستخدام أسماء مستعارة بعد كل جريمة. |
| جيري هيدنك                                                  | الولايات المتحدة                                   | 1976–1987                      | 8                | يُعرف باسم «الأخ الأسقف». سجن ظلماً واغتصب وعذب ثماني نساء بشكل متكرر، بما في ذلك زوجته السابقة وشقيقة صديقته السابقة، فقتل اثنتين منهن. استهدف في المقام الأول النساء الأميركيات السود في سن المراهقة والشباب، وكان مهووسًا باحتجاز «حريم» من النساء لإخضاعهن للعنف والإذلال. ألقي القبض عليه عندما خدعت إحدى النساء هايدنيك حتى سمحت لها بالهروب، والركض إلى صديقها واستدعاء الشرطة. أُعدم بالحقنة القاتلة في عام 1999.[بحاجة لمصدر] |
| بول هيكسون                                                  | المملكة المتحدة فرنسا                              | 1976–1992                      | 3+               | مدرب سباحة أوليمبي بريطاني ومغتصب متسلسل ومفترس متكرر للفتيات والنساء تحت إشرافه. ألقي القبض عليه في عام 1994 بعد هروبه من التهم في فرنسا وأدين وحُكم عليه بالسجن مدى الحياة، مع رفض الإفراج المشروط في عام 2002. |
| ديفيد سميث                                                  | المملكة المتحدة                                    | 1976–1999                      | 3                | قاتل العاهرات الذي بُرئ من جريمة قتل عاملة جنس في عام 1993، ثم ارتكب جريمة قتل أخرى. أدين باغتصاب أم شابة أمام أطفالها في عام 1976. كما ارتكب محاولتي اغتصاب أخريين. |
| إريك أندرسن                                                 | النرويج                                            | 1976–2008                      | 60               | متحرش متسلسل ومغتصب فموي للأولاد في جميع أنحاء النرويج، والمعروف باسم «رجل الجيب» أو «رجل الضمادة» لخداع الأولاد للوصول من خلال ثقب في جيبه أو حتى ساق بنطاله. أدين بالاعتداء الجنسي على 60 فتى عن طريق التحرش والاغتصاب الفموي، لكنه اعترف فقط بالاعتداء الجنسي على 20 فتى، على الرغم من أن الشرطة النرويجية تربط أندرسن بنحو 160 حالة تمتد لعقود في جميع أنحاء البلاد. كما حققت السويد مع أندرسن لفترة وجيزة للاشتباه في ارتكاب جريمة جنسية ضد الأطفال في سفينسوند. حُكم على أندرسن بالحبس الوقائي، لكن أُطلق سراحه في عام 2014.[بحاجة لمصدر] |
| توماس جريتنبرج                                              | الولايات المتحدة                                   | 1977                           | 10               | معروف باسم «أوستن تشوكر»، هاجم واعتدى جنسياً على طالبات جامعيات يهوديات في جامعة تكساس، وخنقهن حتى فقدانهن الوعي قبل اغتصابهن؛ يشتبه في ارتكابه 24 حالة اغتصاب؛ توفي في السجن بسبب السرطان في عام 1989. |
| دونالد أندرو بيس جونيور                                     | الولايات المتحدة                                   | 1977–1985                      | 3                | أدينت بقتل أنجيلا ساموتا، واغتصابها في شقتها قبل طعن قلبها. ارتُكبت جريمة الاغتصاب والقتل في عام 1984، وحوكم وأدينت بيس في عام 2010 بعد أن تم التعرف عليها بعد عقود من الزمان. تم اكتشاف أن بيس اغتصبت ثلاث نساء أخريات، وتم خداع كل امرأة لإقناع بيس بالدخول قبل إجبارها بوحشية. لم يتم توجيه أي اتهامات إلى أول امرأة تم الإبلاغ عنها واغتصبتها بيس في ذلك الوقت، وأبلغت المرأة الثانية، مما أدى إلى إدانة بيس. تم الإفراج المشروط عن بيس، وقتلت أنجيلا ساموتا واغتصبت امرأة أخرى بمجرد إطلاق سراحها. أدينت بيس وحُكم عليها بالسجن مدى الحياة بعد ارتكاب جريمة الاغتصاب الأخيرة، حيث تم التعرف على بيس في ذلك الوقت على أنها القاتلة. كما ذكرت زوجة بيس السابقة أنها وابنتها تعرضن للإساءة بشكل متكرر من قبل بيس قبل أن تطلقها بيس. حُكم على بيس بالإعدام بتهمة قتل ساموتا لكنها توفيت في السجن أثناء انتظار الإعدام في أكتوبر 2022. |
| بيتر بال                                                    | المملكة المتحدة                                    | 1977–1992                      | 20               | أسقف كنيسة إنجلترا والمؤسس المشارك لجماعة الصعود المجيد، مع شقيقه التوأم الأسقف مايكل بول. اعترف بالاعتداء الجنسي على 18 صبيًا وشابًا أثناء فترة ولايته، مع وجود تهمتين إضافيتين تتعلقان بصبي آخر ورجل آخر في الملف إذا لزم الأمر. أُطلق سراحه بموجب ترخيص في عام 2017؛ توفي متأثرًا بسقوطه في عام 2019. |
| جيمس إدوارد وود                                             | الولايات المتحدة                                   | 1977–1993                      | 3                | مجرم جنسي عنيف اعترف باغتصاب عشر نساء على الأقل في ولايات مختلفة، لكنه أدين بثلاث جرائم فقط في لويزيانا وأيداهو من عام 1977 إلى عام 1993. وأدين لاحقًا وحُكم عليه بالإعدام بتهمة قتل فتاة تبلغ من العمر 11 عامًا في أيداهو، وكان مشتبهًا به في جرائم قتل أخرى في لويزيانا، لكنه توفي في انتظار تنفيذ حكم الإعدام في عام 2004. |
| روبرت هوهنبرجر                                              | الولايات المتحدة                                   | 1978                           | 4                | نائب سابق في شرطة كاليفورنيا وخاطف اغتصب النساء في عدة مقاطعات تحت تهديد السلاح؛ مشتبه به في جرائم قتل خمسة مراهقين في مورغان سيتي، لويزيانا، التي ارتكبت بين مارس ومايو 1978. انتحر لتجنب الاعتقال. |
| تود هودن                                                    | الولايات المتحدة                                   | 1978–1979                      | 12               | تم القبض على لاعب خط الوسط بجامعة ولاية بنسلفانيا في كرة القدم الجامعية المحلية وإدانته بتهم تتعلق بسلسلة من اغتصاب ومحاولة اغتصاب اثنتي عشرة امرأة في المدينة. قدمت النساء روايات عن ربطهن، غالبًا بملابسهن الخاصة، واغتصابهن بعنف تحت تهديد السكين، وغالبًا ما سُرقت أموالهن، وحتى الشهود تعرضوا للهجوم. أظهرت الأدلة أن هودن كان يطارد كل امرأة مسبقًا، ويتصل بهن بناءً على إعلانات شخصية، ويقتحم منازلهن للاختباء قبل الهجوم عندما حدثت الاعتداءات داخل مساكنهن. كان لدى هودن أيضًا سجلات بجرائم أخرى وأظهر علامات أخرى على العنف، بما في ذلك رمي سكين في اتجاه زميل في الفريق والسرقة. كان جزء من سلسلة اغتصاب هودن أثناء عدم حبسه احتياطيًا بعد إدانته بتهمة الاغتصاب. أقر هودن بالذنب في تهم إضافية وقضى ما يقرب من ست سنوات، حيث صوتت لجنة الإفراج المشروط بالإجماع على إطلاق سراح هودن على الرغم من رسالة من المدعي العام تقاوم بشدة الحكم بتفاصيل رسومية عن اغتصاب هودن. حاول هودن سرقة سائق سيارة أجرة، جيفري هيرش، وكسر عنق هيرش عندما قاومه هيرش. هرب هودن وألقي القبض عليه من قبل وحدة K–9، ثم اتُهم وحوكم وأُدين بقتل هيرش بعد فصل أجهزة دعم الحياة عنه. اعترف هودن بأن القتل لم يكن دفاعًا عن النفس في جلسة الإفراج المشروط الوحيدة له. توفي هودن بالسرطان في عام 2020. نشرت إي إس بي إن تقريرًا استقصائيًا في عام 2022 لنشر الوعي بجرائم هودن، انتقامًا للكشف عن اعتدائه الجنسي على الأولاد والرجال في المجتمع، والتي تجاهلها الموظفون ومسؤولو الجامعة، وأبرزهم زميلهم المدرب جو باتيرنو، وأعاق باتيرنو أيضًا التحقيقات في هودن، وشارك كل من هودن وساندوسكي فترات الحضور في الجامعة. تم إصدار فيلم وثائقي قصير بعنوان بيتسي وإيرف لتفصيل صداقة بيتسي سيلور، وهي امرأة اغتصبها هودن عندما كانت شابة، وإيرف بانكي، أحد زملاء هودن في الفريق والذي جاء لدعم بيتسي طوال شهادتها ضد هودن وتعاون معها للقتال من أجل العدالة. |
| كيفن كو                                                     | الولايات المتحدة                                   | 1978–1981                      | 43               | يُعرف باسم «مغتصب ساوث هيل»، وهو مذيع سابق في إذاعة لاس فيغاس اعتدى جنسيًا على نساء في سبوكان بواشنطن وأصابهن بجروح، وكان يضرب بقبضته أفواه الضحايا أو حناجرهن، وحُكم عليه بالسجن مدى الحياة. انخرط في جماعات اليقظة التي حاولت القبض عليه لتجنب الشكوك. أُدينت والدته، روث كو، بمحاولة استئجار قاتل مأجور لقتل القاضي والمدعي العام في محاكمة كو. |
| خوسيه أنطونيو رودريغيز فيغا                                 | إسبانيا                                            | 1978–1988                      | 3+               | يُعرف باسم «مغتصب الدراجات النارية» و«مغتصب الفيسبا». مذنب بارتكاب جرائم اغتصاب ومحاولة اغتصاب نساء في إسبانيا، ولكن بعقوبة مخففة عن الجرائم بسبب التلاعب بالنساء اللاتي تعرضن للهجوم والنظام القضائي. كما اعتدى جسديًا وجنسيًا على زوجته الثانية. تصاعدت جرائمه لاحقًا إلى اغتصاب وقتل 16 امرأة مسنة مؤكدة بسبب هوسه المزعوم باغتصاب والدته، لكن فيجا لم يحقق ذلك أبدًا. تم القبض عليه وعُرف باسم «إل ماتافيجاس» أو «قاتل السيدة العجوز». طعنه سجينان حتى الموت أكثر من 100 مرة في عام 2002، وكان من المقرر إطلاق سراحه بعد حوالي ست سنوات.[بحاجة لمصدر] |
| بول تايلور منزل للبيع مغتصب جون ب. سيمونيس                  | المملكة المتحدة                                    | 1979                           | 3                | بول تايلور، قاتل سالي آن ماكجراث في بيتربورو في يوليو 1979، اغتصب أيضًا ثلاث نساء منفصلات في الأشهر التي سبقت القتل في المنطقة. ولم تتم إدانته بالجرائم حتى عام 2012. وبعد الجرائم، انتقل إلى فاريهام، هامبشاير مع زوجته وبدأ حياة جديدة كبناء «كاريزمي ومحب للنساء». |
| منزل للبيع مغتصب                                            | المملكة المتحدة                                    | 1979–1980                      | 20               | مغتصب مجهول الهوية استهدف النساء في المنازل المعروضة للبيع في ويست مدلاندز في عامي 1979 و1980. تم الاعتداء على 20 امرأة واغتصابهن في العقارات في المنطقة، ولم يتم القبض على أي شخص بتهمة ارتكاب الجرائم. تشتبه الشرطة في أن جون كانان (الذي كان مغتصبًا متسلسلًا في حد ذاته) كان مسؤولاً عن هذه الجرائم، وأنه بدأ في ارتكابها بعد أن بدأ زواجه في الفشل. توقفت عمليات الاغتصاب في أوائل عام 1980 عندما بدأ كانان علاقة جديدة مع امرأة تدعى شارون ميجور. لاحظ المحققون أن الجرائم تحمل جميع السمات المميزة لجرائم كانان اللاحقة ولاحظوا أيضًا أوجه التشابه مع قضية سوزي لامبلوغ، حيث كان المشتبه به الرئيسي (كان لامبلوغ وكيل عقارات). |
| جون ب. سيمونيس                                              | الولايات المتحدة                                   | 1979–1981                      | 80+              | كان جون ب. سيمونيس، الذي أطلق عليه لقب «مغتصب قناع التزلج»، يقتحم المنازل ويسرق الممتلكات ويغتصب النساء بالداخل وهو يرتدي قناع التزلج. وإذا كان هناك آخرون في المنزل، فإنه كان يجعلهم يشاهدون ما يفعله. وأصبح أكثر مرتكبي الجرائم الجنسية المطلوبين في البلاد. وقد أنشأت وحدة العلوم السلوكية التابعة لمكتب التحقيقات الفيدرالي ملفًا شخصيًا لسيمونيس أدى في النهاية إلى القبض عليه. وبشكل عام، اعترف بارتكاب أكثر من 80 جريمة اغتصاب وتمت محاكمته في لويزيانا. وأدى اعترافه إلى تبرئة رجلين. وحُكم عليه بالسجن مدى الحياة 21 مرة وهو يقضي حاليًا فترة عقوبته في سجن ولاية لويزيانا. |
| جون كانان                                                   | بريطانيا العظمى                                    | 1979–1987                      | 5+               | اشتهر كانان بقتل شيرلي بانكس عام 1987 والاشتباه في مسؤوليته عن قتل سوزي لامبلوغ، التي اختفت عام 1986 ولم يتم العثور عليها قط. كما يُشتبه في ارتكابه جريمة اختطاف وقتل أخرى وأدين بارتكاب ثلاث جرائم اغتصاب منفصلة ومحاولتي اغتصاب. ويُشتبه أيضًا في أنه «مغتصب المنازل المعروضة للبيع» المجهول الهوية (الذي له مدخل خاص به في هذه القائمة)، والذي ارتكب 20 هجومًا على نساء في منازل معروضة للبيع بين عامي 1979 و1980، مما يعني أنه ربما اغتصب 25 امرأة على الأقل. سيكون مؤهلاً للإفراج المشروط في عام 2022. |
| دومينيك ديفاين                                              | بريطانيا العظمى                                    | 1979–1987                      | 4–8              | كان ديفاين، المعروف باسم «وحش إيبروكس»، مسؤولاً عن سلسلة من الهجمات ضد النساء في منطقة غلاسكو في ثمانينيات القرن العشرين، بما في ذلك أربع حالات اغتصاب على الأقل ومحاولة اغتصاب واحدة. وقد ارتبط اسمه بثماني حالات اغتصاب في المجمل، على الرغم من أن أحد رجال الشرطة المحققين الذين ساعدوا في القبض عليه تكهن بأنه «ربما ارتكب حالات اغتصاب أخرى كانت الضحايا خائفات للغاية من الإبلاغ عنها». |
| ريتشارد شتراوس                                              | الولايات المتحدة                                   | 1979–1998                      | 47               | طبيب رياضي في جامعة ولاية أوهايو مسؤول عن عدد لا يحصى من الاعتداءات الجنسية بالتحرش واغتصاب الرجال والفتيان. بدأت التقارير في الجامعة من عام 1979 إلى عام 1996، حيث تم الإبلاغ عن شتراوس بسبب التعامل المفرط مع الأعضاء التناسلية للرياضيين والاعتداء الجنسي الآخر، فضلاً عن التلصص في غرف الاستحمام والساونا وغرف تبديل الملابس، جنبًا إلى جنب مع الموظفين الآخرين وحتى الطلاب، حيث كان هناك استمناء والتجسس من خلال فتحات الباب. تم وضع شتراوس في إجازة ثم طرد لاحقًا، ولكن بعد فترة وجيزة افتتح عيادة خاصة للتحرش واغتصاب المزيد من الأولاد والرجال الذين يأتون كمرضى. توفي شتراوس منتحرًا في عام 2005 بعد الإبلاغ عن مشاكل طبية مزمنة. كشف التجميع الكامل للتقارير عن 1430 حالة تحرش و 47 حالة اغتصاب ارتكبها شتراوس والتي تم رفضها ودفنها في ولاية أوهايو. |
| لوك تانجوري                                                 | فرنسا                                              | 1979–2019                      | 10               | يُعرف باسم «مغتصب منطقة جنوب مرسيليا»، حيث اعتدى على عشر نساء وأطفال، وربما أكثر، خلال بضعة عقود. تمت تبرئة تانجوري جزئيًا من سلسلة جرائم الاغتصاب الأولى، لكنه أُدين لاحقًا بعد اغتصاب طالبتين أمريكيتين. وحُكم عليه بالسجن لمدة ثلاث سنوات ونصف إضافية لاغتصاب ثلاث قاصرات بين عامي 2012 و2019، ومن المقرر محاكمته بتهمة اغتصاب آخر في ليون في عام 2018. |
| روني شيلتون                                                 | الولايات المتحدة                                   | الثمانينات                     | 30               | معروف باسم «مغتصب الجانب الغربي»؛ اقتحم منازل في كليفلاند، أوهايو واغتصب سكانها؛ ربما كان مسؤولاً عن أكثر من 50 حالة اغتصاب. انتحر في السجن عام 2018. |
| بول كالوو                                                   | كندا                                               | الثمانينات                     | 5                | يُعرف باسم «مغتصب الشرفة»؛ فبعد مطاردة ضحاياه، كان يقتحم منازلهم في تورنتو من خلال التسلق على الشرفات أو الدخول عبر النوافذ أو الأبواب المكسورة؛ وفي وقت لاحق، نجحت ضحيته الأخيرة في رفع دعوى قضائية ضد شرطة تورنتو بسبب تقاعسها عن اتخاذ أي إجراء بشأن المغتصب؛ وحُكم على كالوو بالسجن لمدة تتراوح بين 20 عامًا إلى مدى الحياة، ولكن تم إطلاق سراحه في عام 2007. |
| جوناثان كينغ                                                | المملكة المتحدة                                    | الثمانينات                     | 5                | قطب موسيقى ومتحرش بالأطفال استدرج الفتيان المراهقين إلى منزله قبل ممارسة الجنس معهم. أسفرت محاكمة لاحقة في عام 2018 عن تبرئة كينج من ثماني عشرة تهمة أخرى.[بحاجة لمصدر] |
| جيمس لويد                                                   | المملكة المتحدة                                    | الثمانينات                     | 4                | لفترة لا تقل عن أربع سنوات خلال ثمانينيات القرن العشرين، هاجم رجل بعنف واغتصب أربع نساء على الأقل وحاول الاعتداء على اثنتين أخريين على الأقل في منطقة روثرهام. كانت ضحاياه تتراوح أعمارهن بين 18 و54 عامًا وكانوا يتعرضون للهجوم عادةً في الساعات الأولى من الصباح أثناء عودتهن من نزهة ليلية. في أبريل 2006، ألقي القبض على لويد ووجهت إليه اتهامات. أقر بالذنب في أربع حالات اغتصاب ومحاولتي اغتصاب في يوليو 2006، لكنه نفى مسؤوليته عن اغتصاب آخر.[بحاجة لمصدر] |
| رونالد هنري ستيوارت                                         | الولايات المتحدة                                   | الثمانينات                     | 3+               | مغتصب متسلسل للعديد من النساء في ولاية مسيسيبي وفلوريدا، وتحديدًا في مقاطعة هاريسون ومقاطعة بروارد، وفقًا لذلك. تم القبض عليه وإدانته بقتل ريجينا هاريسون في هوليوود بولاية فلوريدا، بسبب تشابهه مع رسم تخطيطي مركب وشهادة شاهد. أخذ التماس عدم الاعتراض إلى 50 عامًا في السجن لتجنب عقوبة الإعدام، وكانت الأحكام متتالية مع الحكم على جرائم الاغتصاب. توفي في السجن بسبب السرطان في عام 2008. تمت تبرئته بعد وفاته بعد أن ترك القاتل الحقيقي، القاتل المتسلسل جاك هارولد جونز، اعترافًا مكتوبًا خلفه قبل وقت قصير من إعدامه في أبريل 2017. كان استخراج جثة جونز واختبار الحمض النووي، كما أُعلن في فبراير 2019، مطابقًا وأثبت ذنب جونز، مما أدى إلى تبرئة ستيوارت وفتح الباب لإلغاء إدانته. |
| سومساك بوناري                                               | لاوس تايلاند                                       | الثمانينات–1995                | 4+               | معروف باسم «المغتصب من حوض نهر ميكونج»؛ مواطن لاوسي اعترف باغتصاب العديد من النساء في بلده الأصلي وقتل اثنتين منهن؛ فر إلى الخارج إلى تايلاند، حيث اغتصب سائق دراجة ثلاثية العجلات وقتل مراهقة تبلغ من العمر 15 عامًا في عام 1995؛ حُكم عليه بالإعدام عن الجرائم الأخيرة وأُعدم في عام 1999. |
| ألون كايت                                                   | المملكة المتحدة                                    | الثمانينات–1997                | 4+               | أدين كايت باغتصاب وقتل امرأتين ومشتبه به في ما لا يقل عن أحد عشر جريمة أخرى، كما أدين باغتصاب امرأة في ويستون سوبر ماري في عام 1997. في عام 2023 أدين بجرائم جنسية تاريخية تتعلق باغتصاب الأولاد الصغار خلال الثمانينيات. |
| مارك ديكسي                                                  | المملكة المتحدة أستراليا إسبانيا                   | الثمانينات–2006                | 4–6              | اشتهر ديكسي باغتصاب وقتل سالي آن بومان في عام 2005، كما أدين في عام 2017 بارتكاب جريمتي اغتصاب منفصلتين في المملكة المتحدة في عامي 1987 و2002. وبعد إلقاء القبض عليه بتهمة قتل سالي آن بومان، تم ربطه بشكل إيجابي من خلال الحمض النووي باغتصاب امرأة في منزلها في أستراليا في يونيو 1998 واغتصاب امرأة في إسبانيا في عام 2003. وأدين رجل بريء بالجريمة الأخيرة ولكن تم إطلاق سراحه في نهاية المطاف في عام 2016 بعد عملية بيروقراطية طويلة وبعد أن اعترف ديكسي رسميًا بالاغتصاب. والمدعون العامون الإسبان على يقين من أن ديكسي ارتكب أيضًا جريمتي اغتصاب أخريين في نفس المكان في غضون ساعتين من هذا الهجوم، وقال ديكسي إنه ربما ارتكبهما لكنه لا يستطيع أن يتذكر لأنه كان تحت تأثير المخدرات في ذلك الوقت. |
| راندي كومو                                                  | الولايات المتحدة                                   | الثمانينات–1999                | 14               | يُعرف باسم «مغتصب الجانب الجنوبي». نائب شريف سابق في قسم شرطة لافاييت، لويزيانا ومغتصب متسلسل معترف به لأربع عشرة امرأة. كان إرنست «راندي» كومو يهدد النساء بمسدسه العسكري أثناء اغتصابهن، ولم يترك وراءه سوى القليل من الأدلة الجنائية في مكان الحادث. استمرت الجرائم عقدين من الزمان، وكانت أول استخدام معلن للملف الجغرافي في التحقيق الجنائي لتتبع المواقع والمناطق المألوفة للمغتصب، والذي تم توظيفه من أجله المحللة الكندية كيم روسمو. أدى ذلك، إلى جانب بلاغ مجهول وحمض نووي من عقب سيجارة ملقاة، إلى كومو. اعترف كومو بالاغتصابات وأقر بالذنب في ست تهم اغتصاب، ويقضي حاليًا عقوبة بالسجن مدى الحياة عن كل إدانة بالاغتصاب. وثقت ملفات الطب الشرعي التحقيق في الحلقة «شارة الخداع». |
| هارفي واينستين                                              | الولايات المتحدة                                   | الثمانينات–عقد 2010            | 20               | منتج أفلام سابق استغل منصبه المؤثر لارتكاب العديد من الاعتداءات الجنسية. اتهمته عشرون امرأة بالاغتصاب؛ تم القبض عليه في مايو 2018 وأدين بتهمتين في فبراير 2020 بما في ذلك تهمة اغتصاب من الدرجة الثالثة. أدين بثلاث تهم اغتصاب أخرى في ديسمبر 2022. تم تسليمه إلى ولايات قضائية إضافية لانتظار حوالي اثنتي عشرة تهمة اعتداء جنسي إضافية حالية. |
| مارك بروفيت                                                 | الولايات المتحدة                                   | 1981–1996                      | 4+               | المشتبه به الرئيسي في قضية «قاتل ثيودور ويرث بارك». اغتصب ثلاث نساء وفتيات قبل أن تبدأ جرائم القتل. أدين بجريمة قتل واحدة واغتصاب امرأة رابعة، وكان يدعي براءته دائمًا. توفي بسبب جرعة زائدة من المخدرات في انتحار مفترض في عام 2001. |
| وانغ وانمينغ                                                | الصين                                              | 1981–1998                      | 54               | ارتكب وانغ جريمتي اغتصاب في موطنه لياونينغ في عام 1981 وفي منتصف الثمانينيات، وسُجن بسببهما لمدة إجمالية بلغت 24 عامًا. ثم هرب لاحقًا من مستشفى السجن وانتقل إلى شنشي، حيث اغتصب بعد ذلك 52 امرأة أخرى من عام 1992 إلى عام 1998، مما أسفر عن مقتل 20 امرأة. ثم ألقي القبض على وانج وأدين وأُعدم في عام 1999. |
| ألتيميو سانشيز                                              | الولايات المتحدة                                   | 1981–2006                      | 9                | معروف باسم «مغتصب/قاتل مسار الدراجات الهوائية»، رجل بورتوريكو اغتصب ما بين 9 و15 امرأة في بوفالو، نيويورك، مما أدى إلى مقتل ثلاثة منهن على الأقل؛ رجل آخر أدين ظلماً بجرائمه، وحُكم عليه بالسجن لمدة تتراوح بين 75 عاماً ومدى الحياة. |
| إريك هورت                                                   | سويسرا                                             | 1982–1983                      | 11               | مجرم جنسي ارتكب 11 جريمة اغتصاب وثلاث جرائم قتل بين عامي 1982 و1983؛ حُكم عليه بالسجن مدى الحياة؛ وكان لقضيته تأثير كبير على معاملة مرتكبي الجرائم الجنسية الخطرين في سويسرا. |
| ريتشارد ألين مينسكي                                         | الولايات المتحدة                                   | 1982–1999                      | 100+             | يُعرف باسم «المحتال المغتصب». محتال متكرر، ومبتز، ومغتصب متسلسل للنساء لما يقرب من عقدين من الزمان في اثنتي عشرة ولاية. كان مينسكي يخدع النساء عشوائيًا في دليل الهاتف عن طريق إزعاجهن بحيل أحبائهن، ثم يغريهن لابتزازهن أو اغتصابهن ومعاملتهن بوحشية. كان مينسكي يدخل السجن ويخرج منه بسبب الجرائم القليلة المتفرقة التي كان يُقبض عليه بسببها، قبل أن يُقبض عليه في النهاية باعتباره هاربًا ويرتبط بمئات النساء المستهدفات والمحتالات والمهاجمات في جميع أنحاء البلاد. بذل المحقق جون ميتكالف من شرطة لوس أنجلوس، الذي كُلِّف بتعقب مينسكي عندما بدأ العمل، كل جهوده حتى مناشدة الجمهور لتعقب مينسكي. عندما ألقي القبض على مينسكي، ورد أن دافعه وراء الجرائم كان رفض العمل بأجر لكسب العيش كشخص مفرج عنه. ولاحظ القاضي الذي أصدر الحكم أن المجرمين الرائعين مثل مينسكي نادرون في العالم. حُكم عليه بالسجن مدى الحياة ولا يزال مسجونًا. |
| فيليب بيزو                                                  | الولايات المتحدة                                   | 1983–1984                      | 7                | معروف باسم «مغتصب المركز التجاري»؛ اختطف فتيات صغيرات من مراكز التسوق في ناتيك وبيبودي بولاية ماساتشوستس، وأخذهن إلى منزله في ويستفورد، حيث كان يعتدي عليهن جنسياً ويمارس اللواط معهن بشكل متكرر؛ اعترف بارتكاب 20 حالة اغتصاب في المجموع؛ حُكم عليه بـ11 عقوبة بالسجن مدى الحياة مع فرصة للإفراج المشروط. |
| داني بايبل                                                  | الولايات المتحدة                                   | 1983–1998                      | 10+              | يُعرف باسم «قاتل معول الثلج»، اعتدى جنسيًا على نساء بالغات وفتيات صغيرات في مونتانا وتكساس ولويزيانا واغتصبهن، وكان معظمهن من أقاربه؛ بالإضافة إلى ذلك، كان مسؤولاً عن جريمة اغتصاب وقتل في هيوستن عام 1979 وجريمة قتل ثلاثية في ويذرفورد بولاية تكساس عام 1983. أدين بجريمة القتل عام 1979 وأُعدم عام 2018. |
| باتريك تريمو                                                | فرنسا                                              | 1983–2005                      | 19               | كان معروفًا باسم «مغتصب مواقف السيارات»، وكان نشطًا في باريس، وكان يلاحق الشابات إلى المباني التي تحتوي على مواقف سيارات تحت الأرض، حيث كان يهددهن بعد ذلك بسكين ويغتصبهن. وقد أثرت قضيته على النقاش حول العودة إلى الجريمة في فرنسا، وهو يقضي حاليًا عقوبة بالسجن لمدة 20 عامًا. |
| مالكولم فيرلي                                               | المملكة المتحدة                                    | 1984                           | 4+               | يُعرف باسم «الثعلب»، وهو الاسم الذي اكتسبه فيرلي من عادته في التسلل إلى منازل الضحايا ومساعدتهم في الحصول على البقالة وغيرها من المرافق. كان مجرمًا تافهًا ومعتديًا على النساء قبل أن يتصاعد إلى سلسلة من الاعتداءات الجسدية، والاعتداءات الجنسية على النساء ورجل واحد على الأقل، واغتصاب النساء، وغالبًا ما كان يصنع أقنعة وقفازات من القماش وحتى الأقمشة من المنازل التي سرقها ويربط شاغلي المنازل أثناء الاعتداءات أو التسلل. يُقال إنه اعترف بأنه يشعر بمزيد من القوة عند استخدام بندقية، لكنه تعرض للمقاومة في عدة هجمات وهرب عندما فشل في السيطرة على الأشخاص في المنزل. كان مجرمًا غير منظم للغاية، من دفن البندقية دون تذكر مكان تركها إلى كشط الطلاء عن سيارته في هروب محموم تركه على الشجيرات. أدت الأدلة الجنائية على الطلاء وتأكيد استخدام فيرلي لليد اليسرى إلى اعتقاله. أدين وحُكم عليه بالسجن ستة أحكام بالسجن مدى الحياة. |
| أوليج كوساريف                                               | الاتحاد السوفيتي روسيا                             | 1984–2011                      | 40               | معروف باسم «المصعد»، سارق ومغتصب أطفال اعتدى على فتيات مراهقات في المصاعد في عدة مدن في منطقة موسكو، يدعي أنه ارتكب ما لا يقل عن 140 جريمة اغتصاب، حُكم عليه بالسجن لمدة 20 عامًا. |
| كيث سيمز                                                    | أستراليا                                           | 1985–2001                      | 31               | عُرف باسم «مغتصب حديقة سينتينال بارك»، و«مغتصب بوندي»، و«مغتصب البدلة الرياضية»، وأخيرًا «وحش بوندي». ولم يتم الكشف عن هويته إلا في عام 2022، بعد بضعة أشهر من وفاته، من خلال مطابقة الحمض النووي. وقد اختطف معظم ضحاياه أثناء الركض، بينما تعرض آخرون للاعتداء بعد اقتحامه لمنزلهم ليلًا. وتعرض الضحايا للتهديد بالسكين. |
| مارك دوتروكس                                                | بلجيكا                                             | 1985–1996                      | 9+               | يعتبر أسوأ مرتكب لجرائم متكررة في بلجيكا. تم القبض عليه في الأصل بتهمة خمس عمليات اختطاف واغتصاب مع شركائه. كما اعترف بارتكاب اعتداءات جسدية منزلية. تم الإفراج عنه بشروط على الرغم من الاعتراضات التي ذكرت أن دوترو لا يزال خطيرًا، واختطف واغتصب أربع فتيات أخريات، اثنتان دفنتا أحياء واثنتان ماتا من الجوع والجفاف عندما تم القبض على دوترو بتهمة سرقة سيارة ولم يطعم شركاؤه الفتاتين. تم القبض عليه بعد اختطاف واغتصاب فتاتين أخريين، كما وجد أنه يمتلك كميات وفيرة من المواد الإباحية العنيفة للأطفال وأربعة عقارات مختلفة تستخدم كمواقع للجرائم، اثنتان بهما بقايا مدفونة للفتيات المقتولات وشريك ذبحه دوترو. مع أموال دوترو، وممتلكاته، وصور الأطفال الإباحية التي زُعم أنها كانت تُنشر دوليًا، والإفراج المبكر عن دوترو رغم وجود شهادة مهنية مؤكدة على ذنبه والمخاطر المفروضة عليه، والفشل في اعتقال دوترو وإنقاذ الفتيات، بما في ذلك الفتيات اللائي ماتوا جوعًا بعد أن تسلل رجال الشرطة إلى المنزل الذي كانوا أسيرين فيه، شعر المواطنون البلجيكيون بالغضب، وكانت هناك مزاعم وتحقيقات حول تسلل المؤامرات الإجرامية والنقابات التي أفسدت الأنظمة الحاكمة والقانونية والقضائية واستغلال بلجيكا لصالح الجريمة المنظمة ذات الروابط النخبوية والنظامية. تم تدمير الثقة بين المواطنين ووكالات إنفاذ القانون، مما أدى إلى احتجاجات المسيرة البيضاء الشهيرة من قبل الضحايا وأحبائهم وحشود من المواطنين لدعمهم، فضلاً عن الإصلاح الهائل للأنظمة. وعلى الرغم من إدانة دوترو وشركائه والحكم عليهم بالسجن لفترات طويلة، فقد تمت تبرئة أحد الشركاء، رجل الأعمال ميشيل نيهول، من تهم كبرى في القضية، على الرغم من سجنه بعد مؤامرات إجرامية أخرى، كما اعتُبرت عشرات الوفيات واختفاء الشهود وغيرهم من الأشخاص المرتبطين بالقضية مشبوهة وربما متورطين في مؤامرات مفترضة. ولا تزال التحقيقات والشهادات في جميع أنحاء البلاد لجمع الأدلة وتقديم القضايا إلى المحكمة والمتهمين إلى العدالة بعيدة كل البعد عن الاكتمال. وقد طلب دوترو الإفراج المشروط في رسالة أرسلها إلى المحاكم في عام 2021، مما أثار غضب الجمهور وتم رفضه لاحقًا. |
| بيني سيلا                                                   | إسرائيل                                            | 1985–1999                      | 24               | وبحسب الشرطة، ارتكب سيلا ما لا يقل عن 24 وربما ما يصل إلى 34 حالة اغتصاب واعتداء جنسي وتحرش جنسي بنساء وفتيات في وسط إسرائيل على مدار خمس سنوات في تسعينيات القرن العشرين، رغم الاشتباه في أنه ارتكب أول جريمة اغتصاب له عندما كان مراهقًا في عام 1985. وفي عام 1995، ألقي القبض عليه وحُكم عليه بالسجن لمدة عامين بتهمة التحرش بشكل منهجي بابنة عمه منذ أن كانت في الثامنة من عمرها حتى بلغت الخامسة عشرة من عمرها، ثم استأنف جرائمه الاغتصابية بعد إطلاق سراحه. وبعد اعتقاله بتهمة محاولة اغتصاب في عام 1999، تم التعرف عليه كمغتصب متسلسل. وقد أقر بالذنب كجزء من صفقة إقرار بالذنب وحُكم عليه بالسجن لمدة 35 عامًا. |
| بالا كوبوسامي                                               | سنغافورة                                           | 1985–2008                      | 7+               | من عام 1985 إلى عام 2008، ذهب بالا كوبوسامي إلى السجن ثلاث مرات لثلاث جرائم منفصلة، والتي تضمنت سرقة واغتصاب العديد من الإناث (من البالغات والقاصرات على حد سواء). في عام 1987، سُجن بالا لمدة 11 عامًا وحُكم عليه بـ24 جلدة بالعصا بتهمة اغتصاب فتاة تبلغ من العمر 19 عامًا. في عام 1993، بعد إطلاق سراحه، هاجم بالا أربع نساء في حوادث منفصلة واعتدى جنسياً على اثنتين من الضحايا، وحُكم عليه بالسجن لمدة 23 عامًا مع 24 جلدة بالعصا. في عام 2008، بعد إطلاق سراحه، عاد بالا إلى ارتكاب الجرائم مرة أخرى بسرقة سبع نساء وحتى اغتصاب أربع من هؤلاء الضحايا. ونتيجة لذلك، حُكم عليه بالسجن لمدة 42 عامًا و24 جلدة بالعصا. |
| «وحش باك لاند»                                              | المملكة المتحدة                                    | 1986–1987                      | 3+               | «وحش باك لاند» هو الاسم الذي أُطلق على مهاجم مجهول الهوية بدا أنه استهدف في المقام الأول الضحايا في باكلاند، بورتسموث. ويُعتقد أن فتاة تبلغ من العمر 5 سنوات تعرضت للاغتصاب في يونيو 1987 كانت ضحية لهذا الرجل، كما ارتكب اعتداءات جنسية أخرى في المنطقة. كما يُقال إنه كان مرتكب جريمة قتل ليندا كوك التي وقعت بالقرب من هناك في عام 1986، والتي يوجد الآن دليل على الحمض النووي (الذي أثبت أن رجلاً أدين سابقًا قد سُجن ظلماً). |
| محمد مصطفى ثابت                                             | المغرب                                             | 1986–1992                      | 518              | مفوض شرطة فاسد كان يختطف ويغتصب فتيات ونساء صغيرات في شقته بالدار البيضاء، وكان يسجل اعتداءاته على أشرطة. وكانت قضيته سيئة السمعة لأنه استخدم سلطته ونفوذه لتدمير الأدلة على أفعاله الخاطئة. وقد أدين تابت وحُكم عليه بالإعدام وأُعدم على جرائمه في عام 1993، وكان آخر شخص يتم إعدامه في تاريخ المغرب. |
| باول برناردو                                                | كندا                                               | 1986–1992                      | 14–24            | يُعرف باسم «مغتصب سكاربورو» و«قاتل تلميذات المدارس». كان في الأصل مغتصبًا متسلسلًا للعديد من النساء والفتيات، وكان لديه ميول إلى السادية الجنسية وهوس باستهداف النساء والفتيات اللاتي ما زلن يحتفظن بعذريتهن. بصفته «مغتصب سكاربورو»، كان برناردو يطارد النساء والفتيات في الشوارع ويغتصبهن شرجيًا تحت تهديد السكين، بل حتى تم إجراء مقابلة معه بسبب ملاءمة رسم مركب، حيث تطوع بعينة من الحمض النووي لن يتم اختبارها لمدة عامين. تزوج برناردو كارلا هومولكا، وضربها وأهانها طوال فترة الزواج. وتصاعد الأمر إلى ارتكاب برناردو «جرائم قتل تلميذات المدارس» من خلال اختطاف واغتصاب وتعذيب وقتل فتيات مراهقات مع كارلا كشريكة. تم تسجيل الجرائم على الكاميرا، وأمر برناردو كارلا بسرقة المخدرات لشل قدرة الفتيات، بالإضافة إلى تنفيذ عمليات تعذيب واغتصاب على أربع من الفتيات المحتجزات، ثلاث منهن قُتلن، بما في ذلك أخت كارلا الصغيرة تامي هومولكا. توفيت تامي بسبب جرعة زائدة من المادة في أنظمتها ولم يتم إنعاشها في الوقت المناسب. خنق برناردو فتاتين أخريين حتى الموت، وأخفى كل منهما في قبو عائلة هومولكا بينما كانتا ميتتين وتناولت الأسرة العشاء، ثم تركهما في الحقول مقطعتين ومدفونتين في الأسمنت. اغتصب الثنائي فتاة أخرى مرتين وأفرج عنهما، مع القليل من الذاكرة حتى بعد الاغتصاب الثاني. أبلغت هومولكا عن برناردو وقدمت تهمًا بالضرب المبرح. تم إجراء اختبار الحمض النووي أخيرًا من عملية اغتصاب برناردو، واعترفت كارلا بمشاركتها في الجرائم المتبقية وتورط برناردو في عمليات اغتصاب أخرى لم تكن مرتبطة سابقًا. أُدين الاثنان وسُجنا، ويُعتبران من أخطر المجرمين في تاريخ كندا. أُطلق على الثنائي لقب «قاتلي كين وباربي» بسبب مكانتهما الاجتماعية. اعترف برناردو في عام 2006 باغتصاب عشر نساء وفتيات أخريات قبل عام من جريمة الاغتصاب في سكاربورو، وحُرم من الإفراج المشروط في عام 2021. أُطلق سراح كارلا في النهاية بعد فترة طويلة من طلاقها من برناردو، مع رفع جميع القيود المفروضة عليها بأمر من المحكمة، وتزوجت من قريب لممثلها القانوني وأسست أسرة.                                                              |
| جواو تيكسيرا دي فاريا                                       | البرازيل                                           | 1986–2017                      | 9+               | يُعرف أيضًا باسم جواو دي ديوس (يوحنا الرب)، وفي عام 2018، بعد أكثر من 600 اتهام بالاعتداء الجنسي، سلم فاريا نفسه للشرطة. في ديسمبر 2019، حُكم عليه بالسجن لمدة 19 عامًا وأربعة أشهر بتهمة اغتصاب أربع نساء. في 20 يناير 2020، تمت إضافة 40 عامًا إلى مدة سجنه بتهمة اغتصاب خمس نساء أخريات. تصل الأحكام إلى 63 عامًا وأربعة أشهر. |
| توني ألكسندر كينج (المعروف أيضًا باسم توني برومويتش)         | المملكة المتحدة                                    | 1986، 1997                     | 8                | اشتهر كينج بإدانته بقتل روسيو وانينكوف وسونيا كارابانتس في جنوب إسبانيا في عامي 1999 و2003 على التوالي. وقد أدينت امرأة بريئة في الأصل بجريمة القتل الأولى. وكان كينج قد فر إلى إسبانيا من موطنه الأصلي إنجلترا لأنه ظهر في برنامج كرايم واتش في سبتمبر 1997 بتهمة محاولة اغتصاب امرأة في ليذرهيد. وكان قد أدين سابقًا بالاعتداء الجنسي على سبع نساء في شمال لندن في عام 1986 وتم القبض عليه وهو يحاول مهاجمة امرأة أخرى، وأصبح معروفًا آنذاك باسم «خانق هولوواي». ولم يتمكن أبدًا من اختراق الضحايا بالكامل لأنه كان عاجزًا. |
| كلفن ليم هوك هين                                            | سنغافورة                                           | 1987–1996                      | 10               | مجرم جنسي متحرش بالأطفال ارتكب جرائم جنسية مختلفة ضد أولاد صغار بين عامي 1987 و1996. في عام 1988، سُجن ليم لمدة 15 شهرًا لاغتصابه أربعة أولاد صغار. وحُكم على ليم بالسجن لمدة 32 شهرًا في عام 1993 بتهمة الاعتداء الجنسي على صبي يبلغ من العمر تسع سنوات في أربع تهم. بين عامي 1995 و1996، بعد إطلاق سراحه، استهدف ليم خمسة أولاد تتراوح أعمارهم بين تسع سنوات و13 عامًا واعتدى عليهم جنسيًا. حُكم على ليم بالسجن لمدة إجمالية بلغت 40 عامًا بعد تقييم اضطرابه الجنسي بأنه مزمن ويحمل ميلًا كبيرًا للعودة إلى الجريمة. |
| السيد كرول                                                  | أستراليا                                           | 1987–1990                      | 3                | مغتصب أطفال متسلسل هاجم ثلاث فتيات في الضواحي الشمالية والشرقية لمدينة ملبورن بولاية فيكتوريا في أواخر الثمانينيات وأوائل التسعينيات وهو المشتبه به الرئيسي في اختطاف وقتل فتاة رابعة. |
| رولاند كازو                                                 | فرنسا                                              | 1987–2002                      | 36               | يُعرف باسم «القط»؛ اغتصب النساء في آركاشون ولاندز، ودخل خلسة من خلال النوافذ المفتوحة ليلاً وتمكن من تجنب اكتشافه. حُكم عليه بالسجن لمدة 14 عامًا، لكن تم الإفراج عنه بشروط في عام 2012. |
| دينيس رابيت                                                 | الولايات المتحدة                                   | 1988–1997                      | 14               | يُعرف باسم «مغتصب الجانب الجنوبي»؛ حيث اقتحم منازل مختلفة في سانت لويس والمقاطعات المحيطة، حيث اغتصب ضحايا من الإناث بدءًا من الفتيات الصغيرات إلى النساء المسنات. وعلى الرغم من إدانته بارتكاب 14 جريمة اغتصاب فقط، إلا أن رابيت مشتبه به في أكثر من 100 جريمة اغتصاب في مختلف أنحاء ميسوري وإلينوي، بدءًا من عام 1973. |
| روبرت لي والدن                                              | الولايات المتحدة                                   | 1989–1991                      | 4                | كان والدن يلاحق النساء في المجمعات السكنية في توسان، أريزونا، من عام 1989 إلى عام 1991، ثم اقتحم شقتهن واغتصبهن تحت تهديد السكين. وخلال عمليات الاغتصاب، لاحظت الضحايا الناجيات أن والدن كان يسخر منهن بشكل متكرر، وكان يتظاهر دائمًا بالمغادرة عدة مرات قبل أن يفر أخيرًا. وقد أدين بارتكاب جريمتي قتل وأربع جرائم اغتصاب، وحُكِم عليه بالإعدام وخمسة أحكام بالسجن مدى الحياة على التوالي. كما اعترف بارتكاب جريمة قتل ثالثة، ولم توجه إليه أي تهمة على الإطلاق. |
| جون سكيلاتشي                                                | الولايات المتحدة المكسيك                           | 1989–2007                      | 3+               | مرتكب جرائم الاعتداء الجنسي المتسلسل على الأولاد، بدأ في عام 1989 مع شريك له، حيث كان يستدرج الأولاد بالوجبات والأفلام لاستغلالهم جنسياً وتصوير الاعتداءات الجنسية بالفيديو. تم القبض عليه وإدانته، وحُكم عليه في عام 1990 بالسجن لمدة عشر سنوات، عندما حاول بيع الشريط. تخرج سكيلاتشي من السجن، ودرس عدة لغات، وكتب الشعر لمجلة أدبية، واستخدمه في الكتابة إلى إحدى العائلات والتلاعب بها من خلال «إعادة تأهيله» المزعوم. تم إطلاق سراحه في عام 1999 وانتقل للعيش مع العائلة، فقط ليتم الكشف عن استغلاله جنسياً لابن العائلة الصغير أثناء دروس البيانو وعرضه صور إباحية للأطفال. فر سكيلاتشي إلى المكسيك مع أدلة إدانة خلفه، وانتقل بين عدة مدن مختلفة في البلاد تحت أسماء مستعارة عديدة واغتصب وتحرش بعدد لا يحصى من الأولاد في كل مدينة. حتى أن سكيلاتشي عاش مع مجرم جنسي آخر، جريجوري آلان فيليبس، وهو شاهد على جرائم سكيلاتشي في المكسيك. اكتسب شعبية في ثقافات التحرش بالأطفال، واستضاف برنامجًا إذاعيًا على الإنترنت، وشارك في منتديات الدردشة عبر الإنترنت «لعشاق الأولاد» ومقابلة إخبارية تم إلغاؤها على قناة إن بي سي تحت اسم مستعار كمتحدث باسم نشطاء التحرش بالأطفال. تعقبت مجموعات اليقظة أنشطة سكيلاتشي في عام 2007، وتم القبض عليه وتسليمه في عام 2008. أقر بالذنب في التهم الموجهة إليه لتجنب عقوبة السجن المؤبد دون الإفراج المشروط. |
| مايكل أولورونبي                                             | بريطانيا العظمى                                    | 1989–2009                      | 15               | قس كنيسة اغتصب أطفالاً بعد «حمامات مقدسة» زعم أنها ستطرد الشر، كجزء من عبادة الاستحمام في برمنغهام. استهدف ضحاياه على مدار 20 عامًا وأخبرهم أنهم سيفشلون في الامتحانات أو يصبحون ساحرات إذا لم يمتثلوا. أدين في عام 2020، وسُجنت زوجته أيضًا لدورها في عمليات الاغتصاب، ولترتيب عمليات الإجهاض للضحايا اللاتي حملن من قبل أولورونبي. |
| يفغيني ليتوفشينكو                                           | روسيا                                              | التسعينات–2014                 | 4–11+            | مغتصب أطفال أوكراني نشط في منطقة لينينغراد. حُكم عليه بالسجن لمدة 12 عامًا لارتكابه ثلاث جرائم اغتصاب في التسعينيات، ثم أُفرج عنه بشروط وارتكب جريمة اغتصاب مؤكدة، لكنه متهم أيضًا بارتكاب أربع جرائم قتل على الأقل وعدة جرائم اغتصاب أخرى. هرب ليتوفشينكو من الحجز أثناء تجربة تحقيقية وهرب إلى أوكرانيا، حيث اغتصب وقتل امرأة شابة هناك. أدين في تلك القضية وحُكم عليه بالسجن مدى الحياة، حيث رفضت السلطات الأوكرانية تسليمه إلى روسيا بسبب انهيار دبلوماسي بين البلدين. |
| بيرد ديكنز                                                  | كندا                                               | 1990–2016                      | 6+               | ممثل كندي سابق في سلسلة ديجراسي ومدان بالتحرش بالأطفال، بما في ذلك الاعتداء الجنسي على فتاة بموافقة والدتها وسجل أفعال الاعتداء الجنسي على الأطفال في ملفات تم اكتشافها لصور إباحية للأطفال. اتُهم سابقًا، ولكن تمت تبرئته، باغتصاب ثلاث نساء بعد وقت قصير من انتهاء دوره. وقعت الجرائم في أونتاريو في مناطق تورونتو وبرامبتون ولندن، أونتاريو.[بحاجة لمصدر] |
| ألكس كيلي                                                   | الولايات المتحدة                                   | 1990                           | 7                | يُعرف باسم «المغتصب الأنيق». ألقي القبض عليه بتهمة اختطاف واغتصاب فتاتين مراهقتين أثناء وجودهما في المدرسة. بعد ذلك، تقدمت خمس نساء وفتيات أخريات باتهامات كيلي بالاغتصاب أيضًا. فر كيلي من الملاحقة القضائية واختبأ في أوروبا لسنوات، وحافظ على الاتصال بوالديه، اللذين يُزعم أنهما ساعداه على البقاء بعيدًا عن الولاية القضائية. تم تسليم كيلي وإدانته وسجنه لقضاء عقوبته بتهمتين تتعلقان بالاختطاف المشدد والاغتصاب. تم الإفراج المشروط عن كيلي وكان آخر ما ورد أنه كان يعمل مدربًا في القفز بالمظلات. |
| كارلا هومولكا                                               | كندا                                               | 1990–1992                      | 4                | الزوجة السابقة المعتدى عليها لمغتصب وقاتل متسلسل باول برناردو. كان برناردو مغتصبًا متسلسلًا سابقًا وتزوج كارلا، التي تعرضت للضرب والإهانة من برناردو بسبب ميولها إلى الهيمنة وكراهية النساء. جند برناردو كارلا في موجة جديدة من الجرائم ذات الدوافع الجنسية المسماة «جرائم قتل تلميذات المدارس»، حيث اختطف الثنائي فتيات مراهقات لأن برناردو أراد استهداف النساء العذارى، واغتصبهن وعذبهن برناردو وكارلا على شريط فيديو بناءً على تعليمات برناردو، وقتلت ثلاث منهن. بدأت الجرائم مع شقيقة كارلا تامي هومولكا، التي تناولت جرعة زائدة من المخدرات التي سرقتها كارلا وأعطتها إياها. تعرضت فتاة مراهقة ثانية للاغتصاب والتعذيب مرتين أثناء تعاطي المخدرات ولم تتذكر الجرائم. تعرضت فتاتان مراهقتان أخريان للاغتصاب والتعذيب حتى الموت، ودُفنتا في قبو منزل هومولكا في كل مرة كان هناك عشاء عائلي، ثم دُفنت رفاتهما في الأسمنت. اتهمت كارلا برناردو بالاعتداء الوحشي، مما أدى إلى اعتقاله في نفس الوقت تقريبًا الذي تم فيه اختبار الحمض النووي الخاص به فيما يتعلق بسلسلة الاغتصاب السابقة التي ارتكبها برناردو. اعترفت كارلا بالجرائم المتبقية وتورطها، وأخذت إقرارًا بالذنب بالسجن مقابل شهادتها. اعتُبر برناردو وكارلا أسوأ المجرمين وأكثرهم كراهية في تاريخ كندا، وأطلقت الصحافة على كارلا لقب «ساحرة أونتاريو». تقدمت كارلا بعد فترة وجيزة بطلب الطلاق، لكنها فقدت فرصتها في الإفراج المشروط بسبب علاقاتها الجنسية مع قاتل مُدان. تم إطلاق سراحها في النهاية بقيود صارمة، والتي ألغتها المحاكم على مدى عامين. تحدثت كارلا علنًا من روايتها الخاصة، وتزوجت من أحد أقارب ممثلها القانوني، وأنجبت منه أطفالًا. لقد تجنبت باستمرار الغضب العام والدعاية المتهورة غير المبررة وهي الآن تعيش منفصلة عن عائلتها الأحدث. |
| جان لوك بلانش                                               | فرنسا                                              | 1990–2003                      | 9                | كان بلانش معروفًا باسم «مغتصب الرحالة»؛ وكان نشطًا في العديد من الدوائر في أنحاء فرنسا، وكان كثيرًا ما يخطف ضحاياه ويقودهم إلى مناطق معزولة، حيث كان يغتصبهم مرارًا وتكرارًا. وبعد أن ينتهي من ذلك، كان يعامل الضحايا بلطف، حتى أنه كان يقودهم إلى منازلهم. وقد ساهمت قضيته، التي حظيت بتغطية إعلامية واسعة النطاق، في إنشاء الملف القضائي الآلي لمرتكبي الجرائم الجنسية في البلاد. |
| ديلروي جرانت                                                | المملكة المتحدة                                    | 1990–2009                      | 34               | مُدان بارتكاب سلسلة من جرائم السرقة والاغتصاب والاعتداء الجنسي في الفترة من أكتوبر 1992 إلى مايو 2009 في منطقة جنوب شرق لندن بإنجلترا، مستهدفًا في المقام الأول النساء المسنات. وهو مرتبط بشكل إيجابي بأربع حالات اغتصاب مُبلغ عنها ونحو 30 اعتداءً جنسيًا آخر. تعتقد الشرطة أنه مسؤول أيضًا عن حالتي اغتصاب أخريين على الأقل حيث شعر الضحايا بالعجز عن تقديم أي ادعاء رسمي. قد يكون الإجمالي الحقيقي أعلى لأن ضحاياه غالبًا ما يكونون مصابين بصدمة شديدة لدرجة أنهم لا يستطيعون التحدث إلى الشرطة. |
| ذا كريبر                                                    | السويد النرويج                                     | التسعينات–2003                 | 8                | اقتحم منازل الضحايا الإناث حول غوتنبرغ، وراقبهن قبل أن يغتصبهن في النهاية تحت تهديد السكين. تم التعرف على الجاني، الذي لم يتم الكشف عن اسمه، لاحقًا من خلال أدلة الحمض النووي كرجل يقضي عقوبة اغتصاب في النرويج المجاورة. حُكم عليه بالرعاية النفسية الشرعية. |
| كولن باتلي                                                  | بريطانيا العظمى                                    | التسعينات–2010                 | 11               | زعيم طائفة كيدويلي الجنسية، التي كشفتها الشرطة في عام 2010. وأدين بارتكاب 11 تهمة اغتصاب أطفال وجرائم جنسية أخرى، بينما أدينت زوجته وامرأتان أخريان ورجل ثان بارتكاب جرائم جنسية. |
| مغتصب نهر بوتوماك                                           | الولايات المتحدة                                   | 1991–1997                      | 9                | مغتصب نهر بوتوماك هو مغتصب وقاتل متسلسل كان نشطًا في منطقة العاصمة واشنطن من عام 1991 إلى عام 1998. تم ربط عشرة اعتداءات جنسية وجريمة قتل واحدة بالمشتبه به من خلال الحمض النووي. اعتداء اغتصاب مميت في 1 أغسطس 1998، غير مدرج. تم القبض على المشتبه به وتوجيه الاتهام إليه في 13 نوفمبر 2019، ثم توفي منتحرًا في 19 نوفمبر 2022. |
| أكو ياداف                                                   | الهند                                              | 1991–2004                      | 40               | مغتصب وقاتل في الهند أعدمه حشد من حوالي 200 امرأة. طُعِن ياداف أكثر من سبعين مرة، وأُلقِي مسحوق الفلفل الحار والحجارة على وجهه. كما قامت إحدى ضحاياه المزعومات بقطع قضيبه. |
| مغتصب باتمان                                                | المملكة المتحدة                                    | 1991–2000                      | 17               | مُغتصب باتمان هو مُغتصب إنجليزي مجهول الهوية ارتكب ما لا يقل عن 17 اعتداءً جنسيًا على نساء في مدينة باث، سومرست. أُطلق عليه هذا اللقب بعد أن ترك قبعة بيسبول تحمل شعار سلسلة أفلام باتمان في مكان وقوع إحدى الهجمات. لا يزال مشتبهًا به في مقتل ميلاني هول منذ اختفائها قبل سنوات من العثور على جزء من هيكلها العظمي وتحديد هويته. |
| مارسيلو ساجين                                               | الأرجنتين                                          | 1991–2004                      | 93               | سارق سيارات اغتصب فتيات في مدينة قرطبة بالأرجنتين. انتحر برصاصة في رأسه لتجنب الاعتقال. قبل وفاته وبعدها، ربطته اختبارات الحمض النووي بـ93 حالة اغتصاب، لكن يُعتقد أن عدد ضحاياه الفعلي بلغ 200. |
| روي تشارلز والر                                             | الولايات المتحدة                                   | 1991–2006                      | 12               | رجل أمريكي تم القبض عليه في سبتمبر 2018 كمشتبه به في سلسلة من أكثر من عشر جرائم اغتصاب واختطاف ارتكبت بين عامي 1991 و2006 في ست مقاطعات بشمال كاليفورنيا («مغتصب نوركال»). تم مطابقة أدلة الحمض النووي من مسرح الجريمة على موقع GEDmatch مع أحد أقارب والر، وتم التعرف عليه من خلال علم الأنساب الجيني. |
| آرون إتش توماس                                              | الولايات المتحدة                                   | 1991–2009                      | 22               | تم القبض على المغتصب آرون إتش توماس في الرابع من مارس 2011، بعد أن طابقت الشرطة حمضه النووي مع حمض المغتصب المأخوذ من عقب سيجارة ألقاها. في الخامس من مارس 2011، أفاد السجانون أن توماس حاول شنق نفسه أثناء وجوده في زنزانة السجن. |
| جولي وادزورث                                                | المملكة المتحدة                                    | 1992–1996                      | 6                | مذيعة إذاعية بريطانية أجبرت ستة فتيان قاصرين على ممارسة الجنس معها في تسعينيات القرن العشرين بمساعدة زوجها توني، الذي كان يراقبها. وقد سُجن الزوجان بتهمة ارتكاب جرائم جنسية تاريخية في عام 2017. |
| زوجي أوبارا                                                 | اليابان                                            | 1992–2000                      | 150–400          | رجل أعمال كوري ياباني قام بتخدير واغتصاب ما بين 150 و400 امرأة، توفيت اثنتان منهن على الأقل. حوكم أوبارا بتهمة واحدة من هذه الجرائم، وحُكم عليه بالسجن مدى الحياة. وُصف أوبارا بأنه أسوأ مغتصب متسلسل في تاريخ البلاد، وحظيت قضيته بتغطية دولية نظرًا لكون معظم ضحاياه من السياح الأجانب. |
| مارتن ني                                                    | ألمانيا فرنسا (مُحتمل)                              | 1992–2004                      | 40               | كان يرتدي قناعًا أثناء قتله ثلاثة أطفال والاعتداء الجنسي على ما لا يقل عن 40 طفلًا في معسكرات المدارس. كما اغتصب الضحايا في منازل خاصة وأماكن أخرى. يُعرف أيضًا باسم «الرجل المقنع» و«الرجل الأسود». |
| أرييل كاسترو                                                | الولايات المتحدة                                   | 1992–2013                      | 3                | يُعرف باسم «وحش كليفلاند». وهو من مواليد بورتوريكو، وهو مختطف ومغتصب متسلسل لثلاث فتيات عرفن أطفال كاسترو منذ عام 2002. وقد احتجزهن جميعًا وأعاد تدريبهن في منزل ليس بعيدًا عن الأماكن التي اختطفن منها، وتعرضن للاغتصاب والمعاملة الوحشية مرارًا وتكرارًا لأكثر من عقد من الزمان في سنواتهن الأولى من البلوغ. كانت فتاتان حاملين، وأنجبت فتاة واحدة، وأجهضت الفتاة الأخرى وتركت مع تلف في بصرها وسمعها من عنف الاعتداءات والتعذيب. هربت امرأة مع ابنتها التي حملت بها من الاغتصاب وذهبت إلى الشرطة. تم إنقاذ المرأتين الأخريين وتم القبض على كاسترو، وتم تقديم العلاج الطبي لكل من تم احتجازها في المستشفى وأعيد لم شملها مع عائلاتها. انتحر كاسترو شنقًا أثناء احتجازه في السجن. كما أن كاسترو مذنب باحتجاز زوجته ضد إرادتها وضربها بوحشية بدءًا من عام 1992، مما أدى إلى إصابتها بورم دماغي غير قابل للعلاج نتيجة للعنف الذي قتلها في عام 2012. التقى جون كاسيتش، حاكم ولاية أوهايو آنذاك، بالفتيات علنًا وأشاد بهن، وتم هدم المنزل الذي حدث فيه الأسر في المقام الأول بحضور امرأة واحدة مع حشد من المؤيدين، والتقت امرأة أخرى لاحقًا بأحد الجيران الذين أنقذوها وابنتها. |
| إيغور إيرتيشوف                                              | روسيا                                              | 1993–1994                      | 8                | متحرش بالأطفال قام باغتصاب أطفال صغار في سانت بطرسبرغ، مما أدى إلى مقتل اثنين منهم؛ حكم عليه بالإعدام، ثم تم تخفيف الحكم إلى السجن مدى الحياة. |
| لاري جيمس هاربر                                             | الولايات المتحدة                                   | 1993–1994                      | 3                | مقيم في إل باسو حُكِم عليه بالسجن لعقود من الزمن بتهمة اغتصاب ثلاث نساء في منازلهن على مدار ستة أشهر. هرب من السجن في ديسمبر 2000 برفقة ستة سجناء آخرين. وفي النهاية حاصرته قوات إنفاذ القانون في منزل متنقل، حيث انتحر بدلاً من القبض عليه. |
| يوني فانتوم                                                 | ألمانيا                                            | 1994–2002                      | 21               | مجرم جنسي مجهول الهوية مسؤول عن 21 جريمة اغتصاب لنساء شابات في الغالب، بدأت أولاً في سبروشهوفل قبل أن تنتقل إلى محيط جامعة الرور في بوخوم. اعتاد الشبح تهديد ضحاياه بسكين في محطات النقل العام قبل اغتصابهن. ولأسباب غير معروفة، كانت هناك فجوات كبيرة بين سلسلة جرائم الاغتصاب التي ارتكبها والتحقيق في جرائمه لا يزال جارياً. |
| إيرل برادلي                                                 | الولايات المتحدة                                   | 1994–2009                      | 127–1،400+       | طبيب أطفال سابق مدان في شمال شرق الولايات المتحدة، سلم نفسه في عام 2009 للمحاكمة حيث أدين لاحقًا بارتكاب عشرات الجرائم الجنسية، غالبًا على أشرطة فيديو، ضد أطفال في المكتب الذي كنا نعمل فيه. كما اعتدى جسديًا وعاطفيًا على ابنه وسرق عقاقير نفسية من أصحاب العمل. يُنظر إليه على أنه أحد أسوأ المتحرشين جنسياً بالأطفال في أمريكا. على الرغم من إدانته بتهم مؤكدة تتعلق بالاعتداء الجنسي واستغلال أكثر من مائة طفل، بعضهم في سن الرضع، فقد رفع مئات الضحايا وأسرهم دعاوى مدنية.[بحاجة لمصدر] |
| جيري ساندوسكي                                               | الولايات المتحدة                                   | 1994–2009                      | 52               | مدرب كرة قدم بجامعة ولاية بنسلفانيا ومؤسس جمعية الميل الثاني الخيرية للأطفال المعرضين للخطر. تم التحقيق معه واعتقاله وإدانته بتهمة اغتصاب وتحرش عشرات الأولاد على مدى عقود، بما في ذلك ابنه المتبنى مات. تم اعتقال ابنه المتبنى جيفري وحُكم عليه بتهمة ارتكاب جريمة جنسية مع أطفال وحيازة مواد إباحية للأطفال. زُعم أن المدرب المتوفى جو باتيرنو قد أُبلغ بالجرائم وتجاهل التقارير. أدين رئيس المدرسة جراهام سبانير ونائب الرئيس جاري شولتز والمدير الرياضي تيم كيرلي جميعًا بتهم جنحة تعريض الأطفال للخطر، ولكن ليس بتهمة التآمر. حُكم على الثلاثة بالسجن والغرامات والمراقبة. |
| كيرك ريد                                                    | المملكة المتحدة                                    | 1995–2007                      | 28               | نساء تم اغتصابهن والاعتداء عليهن جنسياً في جنوب لندن، في أغلب الأحيان في مناطق واندسوورث وبالهام وتوتينغ؛ مشتبه به في أكثر من 70 اعتداءً، بدءًا من عام 1984؛ حُكم عليهن بالسجن مدى الحياة. |
| مارسيل هانسن                                                | الدنمارك                                           | 1995–2010                      | 6                | معروف باسم «رجل أماجر»؛ مدرب كرة القدم الذي اغتصب ست نساء في الفترة ما بين عامي 1987 و1990، بالإضافة إلى قتل اثنتين أخريين في مناسبات منفصلة؛ كما اتُهم بارتكاب جريمة اغتصاب سابعة، لكن تمت تبرئته بسبب نقص الأدلة؛ وحُكم عليه بالسجن مدى الحياة. |
| جون ويليامز جونيور                                          | الولايات المتحدة                                   | 1996                           | 5                | متشرد متشرد اغتصب خمس نساء في منطقة رالي، بولاية كارولينا الشمالية، بين يناير وديسمبر 1996، مما أدى إلى مقتل اثنتين منهن؛ حكم عليه بالإعدام. |
| مامادو تراوري                                               | فرنسا                                              | 1996                           | 5                | رجل من أصل سنغالي اعتدى على ست ضحايا على الأقل في باريس، واغتصب خمسًا منهن وقتل اثنتين منهن. وفي المحاكمة، ادعى أنه تعرض للعنة من أرواح الفودون الشريرة، مما دفعه إلى ارتكاب جريمة القتل. حُكم عليه بالسجن مدى الحياة. |
| فينس تشامب                                                  | الولايات المتحدة                                   | 1996–1997                      | 8                | ممثل كوميدي أمريكي اغتصب ثماني نساء على الأقل. كان لديه طريقة عمل ثابتة في كل من حالات الاغتصاب، حيث كان يغطي رؤوسهن حتى لا يتمكن من التعرف عليه، وكان يسأل عن تاريخهن الجنسي، ويمارس الجنس الشرجي، ويستخدم لعابه للتزييت، وكان يطلب من كل امرأة أن تصلي من أجله بعد ذلك. |
| سيدريك ماكي                                                 | جنوب إفريقيا                                       | 1996–1997                      | 14               | هاجم الأزواج المتوقفين في السيارات حول منطقة ويمر بان وكان ماكي يعتدي عليهم، ويطلق النار على الرجال ويغتصب النساء.[بحاجة لمصدر] |
| أندري رولدوجين                                              | روسيا                                              | 1996–2002                      | 9                | عُرف باسم «مجنون فورونيج»؛ حيث اختطف واغتصب مراهقات وشابات في فورونيج، قبل أن يلجأ إلى اغتصاب وقتل آخر ضحاياه. وقد تعرض الضحايا الثلاثة، وهم جميعًا مراهقون، للاغتصاب والخنق والاعتداء الجنسي على أجسادهم بعد الوفاة. وبعد القبض عليه، اعترف رولدوجين بجميع الجرائم وحُكم عليه بالسجن مدى الحياة. |
| مغتصب الدموع                                                | الولايات المتحدة                                   | 1996–2012                      | 35               | مغتصب الدموع هو لقب يطلق على مغتصب مجهول الهوية مسؤول عن 35 اعتداءً جنسياً على النساء، بما في ذلك قاصرات، في لوس أنجلوس، كاليفورنيا. |
| توماس ووداريك                                               | بولندا                                             | 1997–2000                      | 6                | يُعرف باسم «مصاص دماء اشوينواويشتشه»، اغتصب فتيات صغيرات ونساء تحت تهديد السكين في منطقة سفينويتشي، مما أسفر عن مقتل امرأة وضابطة جمارك؛ حُكم عليه بالسجن مدى الحياة مرتين. |
| تروي جريفز                                                  | الولايات المتحدة                                   | 1997–2001                      | 9                | معروف باسم «مغتصب وسط المدينة»؛ اقتحم منازل في فيلادلفيا، بنسلفانيا وفورت كولينز، كولورادو، واغتصب ساكناتها من الإناث؛ قتل طالبة دكتوراه في عام 1998؛ حُكم عليه بالسجن مدى الحياة. |
| مارك واين راثبون                                            | الولايات المتحدة                                   | 1997–2002                      | 16               | يُعرف باسم «مغتصب شاطئ بلمونت». ففي الفترة ما بين عامي 1997 و2002، ارتكب راثبون ما لا يقل عن ستة عشر جريمة اغتصاب لنساء في مقاطعة لوس أنجلوس ومقاطعة أورانج، كاليفورنيا. وقد ارتكب العديد من اعتداءات راثبون في منطقة شاطئ بلمونت في لونغ بيتش، كاليفورنيا، ومن هنا جاء لقبه. وبالإضافة إلى الإضراب في لونغ بيتش، كان راثبون نشطًا أيضًا في مدينتي هنتنغتون بيتش ولوس ألاميتوس. وقد أدين في أغسطس/آب 2004 وأكتوبر/تشرين الأول 2008 بعشرات التهم المتعلقة بجريمة الاغتصاب. |
| كارل ليون                                                   | كندا                                               | 1997–2004                      | 4–6+             | رجل أعمال كندي أدين بتهم عديدة تتعلق بالاعتداء الجنسي المشدد، على أساس تعمد إصابة شركائه الجنسيين بفيروس نقص المناعة البشرية. كما أدين بتخدير وخطف واغتصاب فتيات ونساء مراهقات وعذراوات بعد إغرائهن بالذهاب إلى النوادي الليلية من خلال منتديات الدردشة والمراسلة عبر الإنترنت. |
| عصابة الاعتداء الجنسي على الأطفال في روشدايل                | المملكة المتحدة                                    | 1997–2013                      | 24               | أدين 28 عضوًا في عصابة استمالة حتى عام 2022 بتهمة الاغتصاب المنهجي والاعتداء الجنسي على فتيات صغيرات، كثيرات منهن أصغر من 16 عامًا، في روشدايل بين عامي 2004 و2013، على الرغم من أن «الآلاف» من الرجال يُقال إنهم متورطون في الجرائم ويُعتقد أنها بدأت في حوالي عام 1997. أدين الرجال فيما بينهم بارتكاب 24 تهمة اغتصاب، ولكنهم أدينوا أيضًا بارتكاب تهم أخرى متعددة تتعلق بمحاولات الاغتصاب والتآمر على الاغتصاب وجرائم جنسية أخرى. اكتسبت العصابة سمعة سيئة في المملكة المتحدة حيث كان الرجال في الغالب من الرجال الباكستانيين البريطانيين، مما أدى إلى تأجيج التوترات العنصرية. |
| بشارات داد                                                  | المملكة المتحدة                                    | أواخر التسعينات–بداية عقد 2000 | 6                | أدين في عام 2017 بستة تهم تتعلق باغتصاب طفل ارتكبت كجزء من عصابة استغلال الأطفال جنسياً في روثرهام. |
| لي فينج                                                     | الصين                                              | 1998–2002                      | 19               | مدرس صيني أعدم بتهمة التحرش الجنسي واغتصاب 19 فتاة. كان لي مدرسًا في مدرسة ابتدائية في مدينة تونغهوا، في مقاطعة جيلين شمال شرق الصين. بدأ التدريس في عام 1998، وبدأ في التحرش بطلابه في أغسطس من ذلك العام. اعتدى على العديد من الفتيات في فصله على مدار السنوات الأربع التالية. كانت الضحايا جميعًا دون سن 14 عامًا. |
| جون جاملسكي                                                 | الولايات المتحدة                                   | 1998–2003                      | 5                | مختطف ومغتصب متسلسل لخمس نساء مختلفات من مختلف الأعمار والخلفيات في فاييتفيل، نيويورك. قام جاميلسكي، وهو شخص منعزل يجمع الكثير من المال، ببناء زنزانة في الطابق السفلي قبل اختطاف امرأة بانتظام من الشارع، وسجنها في الزنزانة لعدة أشهر، واغتصابها مرارًا وتكرارًا أثناء توجيه وتسجيل أنشطتها. ثم يتم إطلاق سراح المرأة، ويبحث جاميلسكي عن امرأة أخرى لاختطافها لتكرار الدورة. بعد القبض على جاميلسكي، تحدثت إحدى النساء المحتجزات علنًا عن صدمتها وشرحت جرائم جاميلسكي في برنامج إذاعي.[بحاجة لمصدر] |
| نيكلاس ليندغرين                                             | السويد                                             | 1998–2005                      | 9                | معروف باسم «هاجامانين»، أدين بالاعتداءات الجنسية في منطقة أوميو وما حولها، بعد أحد أكبر التحقيقات التي أجرتها الشرطة في السويد، والذي شابه الكثير من الانتكاسات؛ حُكم عليه بالسجن تسع سنوات وأُطلق سراحه بكفالة في عام 2015. |
| أسد حسين                                                    | المملكة المتحدة                                    | 1998–2005                      | 5                | أدين بخمس تهم اغتصاب في عام 2018 ارتكبت كجزء من عصابة الاعتداء الجنسي على الأطفال في أكسفورد. |
| كمير إقبال                                                  | المملكة المتحدة                                    | 1998–2005                      | 3                | أدين بثلاث تهم اغتصاب في عام 2018 ارتكبت كجزء من عصابة الاعتداء الجنسي على الأطفال في أكسفورد. |
| أديمير أوليفيرا روزاريو                                     | البرازيل                                           | 1998–2007                      | 23+              | يُعرف باسم «مجنون كانتاريرا»؛ قتل رجلاً في عام 1991 وسُجن في مؤسسة عقلية، لكن سُمح له بالخضوع للمراقبة في عطلات نهاية الأسبوع. وباستخدام هذه المراقبة، اعتدى جنسياً على 23 مراهقًا على الأقل، وكانت معظم ضحاياه يتعرضون للهجوم في سلسلة جبال سيرا دا كانتاريرا. ألقي القبض عليه بعد قتل شقيقين في سبتمبر 2007، وحُكم عليه بالسجن لمدة 57 عامًا. |
| كيث رانيير                                                  | الولايات المتحدة                                   | 1998–2018                      | 156[بحاجة لمصدر] | زعيم طائفة الجنس نيكسيفم تحت ستار التسويق متعدد المستويات. شكل قسمًا داخل الطائفة مخصصًا للنساء حصريًا، حيث كان رانيير يدير المجموعة في منصب رئيس المجموعة، حيث تم تجنيد مئات النساء وإساءة معاملتهن جنسيًا والاتجار بهن بانتظام، بالإضافة إلى وسمهن بأحرف رانيير الأولى. كما اتُهم بالاعتداء الجنسي القانوني على فتيات قاصرات والاغتصاب المتكرر خارج المجموعة. تم القبض عليه مع العديد من زملائه وحُكم عليه بالسجن مدى الحياة بتهمة الاتجار بالجنس والتآمر لارتكاب أعمال شاقة والابتزاز.[بحاجة لمصدر] |
| قمر جميل                                                    | المملكة المتحدة                                    | 1998–2012                      | 5                | أدين بخمس تهم اغتصاب في عام 2013 ارتكبت كجزء من عصابة الاعتداء الجنسي على الأطفال في أكسفورد. |
| أختر دوجار                                                  | المملكة المتحدة                                    | 1998–2012                      | 5                | أدين بخمس تهم اغتصاب في عام 2013 ارتكبت كجزء من عصابة الاعتداء الجنسي على الأطفال في أكسفورد. |
| أنجوم دوجار                                                 | المملكة المتحدة                                    | 1998–2012                      | 3                | أدين بثلاث تهم اغتصاب في عام 2013 ارتكبت كجزء من عصابة الاعتداء الجنسي على الأطفال في أكسفورد. |
| محمد كرار                                                   | المملكة المتحدة                                    | 1998–2012                      | 7                | أدين في عام 2013 بأربع تهم تتعلق باغتصاب طفل وثلاث تهم تتعلق بالاغتصاب كجزء من عصابة الاعتداء الجنسي على الأطفال في أكسفورد. |
| بسام كرار                                                   | المملكة المتحدة                                    | 1998–2012                      | 3                | أدين في عام 2013 بتهمتي اغتصاب طفل وتهمة اغتصاب واحدة ارتكبت كجزء من عصابة الاعتداء الجنسي على الأطفال في أكسفورد. |
| نعيم خان                                                    | المملكة المتحدة                                    | 1999–2001                      | 8                | أُدين في عام 2020 بارتكاب ثماني تهم اغتصاب كجزء من عصابة الاعتداء الجنسي على الأطفال في أكسفورد. |
| محمد نذير                                                   | المملكة المتحدة                                    | 1999–2001                      | 7                | أُدين في عام 2020 بسبع تهم اغتصاب ارتكبت كجزء من عصابة الاعتداء الجنسي على الأطفال في أكسفورد. |
| صاغر حسين                                                   | المملكة المتحدة                                    | 1999–2003                      | 4                | أدين في عام 2016 بارتكاب أربع جرائم اغتصاب كجزء من عصابة استغلال الأطفال جنسياً في روثرهام. |
| قضية الاعتداء الجنسي على الأب في جنوب ويلز 2019             | المملكة المتحدة                                    | 1999–2017                      | 3                | في عام 2019، أدين رجل لم يُكشف عن اسمه باغتصاب بناته بشكل متكرر، وبشكل زنا محارم، على مدار عشرين عامًا، وكانت إحداهن حفيدته أيضًا. وقد أنجب الرجل ستة أطفال على الأقل من ابنته، واغتصب إحدى الفتيات اللاتي أنجبنهن بشكل متكرر. وقال قاضي محاكمته إن عدد المرات التي اغتصب فيها بناته «بلغ المئات». ولم يُكشف عن اسمه لحماية ضحاياه. |
| أندرو لاستر                                                 | الولايات المتحدة                                   | 2000                           | 4                | وريث ثروة مستحضرات التجميل وحفيد ماكس فاكتور الأب بالتبني. ألقي القبض عليه بتهمة الاغتصاب المشدد تحت تأثير المخدرات أربع مرات عندما اتهمته طالبة جامعية بتخديرها واغتصابها في منزله، وكشف البحث عن أشرطة فيديو لاغتصابات أخرى دون وعي. فر لوستر من الملاحقة القضائية إلى أمريكا الوسطى، ولكن أدين غيابيًا بتهمة الاغتصاب وألقى صائد الجوائز دوان تشابمان القبض عليه لتسليمه إلى الولايات المتحدة. يقضي لوستر الآن عقوبة السجن مدى الحياة بتهمة الاغتصاب. |
| جون ووربويز                                                 | المملكة المتحدة                                    | 2000–2008                      | 10–100+          | يُعرف باسم «مغتصب التاكسي الأسود»؛ سائق التاكسي الذي خدر النساء واغتصبهن لاحقًا في جميع أنحاء إنجلترا. أدين بارتكاب ست هجمات في عام 2009. وخلصت الشرطة إلى أنه جمع أكثر من 100 ضحية؛ وأدت قضيته إلى التدقيق في عدم كفاءة فريق التحقيق. حُكم عليه في البداية بالسجن مدى الحياة. في عام 2019، أقر بالذنب في أربع تهم أخرى تتعلق بإعطاء المخدرات للنساء بقصد الاعتداء عليهن جنسياً أو اغتصابهن. |
| لورانس راي                                                  | الولايات المتحدة                                   | 2000–2020                      | 5–8+             | زعيم طائفة مسؤول عن إخضاع واستغلال طلاب الكلية في كلية سارة لورانس، بما في ذلك ابنته، التي كان يعيش ويعمل في غرفة نومها. كان من أبرز جهات الاتصال بشخصيات رفيعة المستوى، ولكنه أيضًا كان محتالًا يفرق عائلته للحصول على أطفاله وكاذبًا مرضيًا، بما في ذلك أثناء محاكمة أحد معارفه السابقين برنارد كيريك. عزل ابنته وأصدقائها وطلاب الكلية الآخرين في غرفة النوم، وغسل أدمغتهم، وأجبرهم على اتباع أنظمة صارمة، والعمل القسري، وحتى الدعارة والاتجار بالجنس. كان يتم التلاعب بهم بقصص طويلة عن الخدمة المدنية وأجبروا على التخلي عن طموحاتهم في الحياة المستقبلية وحتى هوياتهم، ورد أكاذيب راي بأنهم كانوا يستهدفون راي فقط باتهاماته (مثل التسمم بمجموعة متنوعة من المواد)، وإعادة تصميم ممتلكاته بشكل خاص، وإعطائه رواتبهم، وموازنة شؤونه المالية. كان راي يستغل ويعاقب الأعضاء بإجبارهم على إيذاء أنفسهم وبعضهم البعض، فضلاً عن إذلالهم وممارسة الجنس مع بعضهم البعض ومع راي. تم القبض على راي أثناء ممارسة الجنس مع أحد الطلاب، كما ذكرت الصحف الشعبية، بعد أشهر من إطاحة مجلة نيويورك براي بقصة غلاف فضحت راي. عاد الطلاب إلى أسرهم وأدلوا بشهاداتهم في المحاكمة، التي عانى خلالها راي من نوبات طبية حرجة. أدين راي بجميع التهم وحُكم عليه بالسجن مدى الحياة. |
| عبيد محمد صديق                                              | بريطانيا العظمى                                    | عقد 2000–2010                  | 4                | زعيم عصابة مدان بأربع تهم اغتصاب، وتهمتين بالاعتداء الجنسي، وثلاث تهم بالنشاط الجنسي مع طفل، وذلك في إطار جرائم ارتكبها كجزء من عصابة الاعتداء الجنسي على الأطفال في ديربي. |
| لاري مورفي                                                  | أيرلندا                                            | 2001                           | 8                | إيرلندي مدان بخطف امرأة شابة واغتصابها مرارًا وتكرارًا ومحاولة قتلها. متهم باختفاء ثماني نساء. |
| ريتشارد غولدبرغ                                             | الولايات المتحدة                                   | 2001                           | 6                | مهندس طائرات أمريكي متقاعد، يعمل كمربية أطفال هاوية لجذب الفتيات إلى منزله استعدادًا لوصولهن واستغلالهن جنسيًا، مع التقاط الصور وتخزينها على جهاز الكمبيوتر الخاص به. شاهدت شقيقتان صورًا لأصدقائهما وهما يتعرضان للاستغلال من قبل جولدبيرج، وبعد اعتقال جولدبيرج، هرب بكفالة إلى كندا. بينما كان جولدبيرج يعيش تحت اسم مستعار وسجلات كاذبة، أبلغ مستشار السلطات الأمريكية في عام 2007، مما ترك جولدبيرج للاعتقال والتسليم. أقر بالذنب في تهمة واحدة تتعلق بإنتاج صور إباحية للأطفال وحُكم عليه بالسجن لمدة عشرين عامًا. من المقرر إطلاق سراحه في عام 2024. |
| أنطوني إيميلا                                               | المملكة المتحدة                                    | 2001–2002                      | 9                | أنتوني، وهو ألماني المولد ومدان بجرائم اغتصاب، اغتصب تسع نساء وفتيات. وقعت جرائمه في ساري وكينت وبركشاير ولندن وهيرتفوردشاير وبرمنغهام. توفي في سجن ويكفيلد في 8 مارس 2018. |
| روبرتو مارتينيز فاسكيز                                      | تشيلي                                              | 2001–2002                      | 6                | يُعرف باسم «المريض النفسي في لا ديهيسا»؛ نشأ في فقر وقضى سنواته الأولى كشاب منحرف. بين عامي 2001 و2002، كان يتردد على منازل الطبقة الراقية ويغتصب النساء. ألقي القبض عليه في عام 2002 بتهمة قتل غير مرتبط بالجريمة وانتحر في زنزانته في وقت لاحق من ذلك العام. |
| ريكاردو سيباتس                                              | الولايات المتحدة                                   | 2001–2003                      | 7                | كان سيباتس مهاجرًا من هندوراس، وهاجم سبع فتيات ونساء في نيو برونزويك، نيو جيرسي. وكان يهاجم ضحاياه غالبًا في وقت متأخر من بعد الظهر أو في الصباح الباكر في المنطقة المحيطة بجامعة روتجرز، حيث كان بعض ضحاياه يدرسون فيها. |
| جراهام كابيل                                                | نيوزيلندا                                          | 2001–2005                      | 6+               | زعيم سابق لحزب التراث المسيحي، أدين في عام 2005 بالاعتداء الجنسي على فتيات دون سن 12 عامًا. أقر بالذنب في معظم التهم وسُجن، وحل الحزب السياسي. أُطلق سراحه بشروط في عام 2011، وانتقل إلى كرايستشرش في عام 2014. |
| خوليو كوبسينج                                               | النرويج                                            | 2001–2013                      | 18               | راقص من أصل كولومبي وشخصية مشهورة قام بتخدير واغتصاب النساء اللواتي دعاهن لإجراء مقابلات عمل في أوسلو؛ حُكم عليه بالسجن لمدة 21 عامًا، وهي العقوبة الأشد في قضية اغتصاب في تاريخ النرويج. |
| غابرييل ترجمان                                              | إسرائيل                                            | 2002–2004                      | 5                | معروف بـ«المتحرش الجنسي المراوغ»؛ اختطف وضرب واغتصب 5، وربما 10، فتيات صغيرات في أشدود وعسقلان؛ حُكم عليه بالسجن لمدة 45 عامًا، وهي أقصى عقوبة تُفرض على مرتكب جرائم جنسية في البلاد. |
| لاسانا كوليبالي                                             | فرنسا                                              | 2002–2005                      | 12               | معروف باسم «مغتصب الجوارب»؛ مجرم يخطف ويغتصب النساء في عدة مناطق حول فرنسا، وكان يخنق ضحيته دائمًا بجورب أو بأشياء أخرى، ومن هنا جاء لقبه. أدين وحُكم عليه بالسجن لمدة 20 عامًا. |
| ديفيد كاريك                                                 | England                                            | 2003–2020                      | 12               | أقر ضابط شرطة العاصمة بالذنب في 20 تهمة اغتصاب في قضايا محكمة عامي 2022 و2023. |
| ناوكي أكاماتسو                                              | اليابان                                            | 2003–2004                      | 9                | موسيقي البوب روك الياباني، أدين في عام 2005 باغتصاب 9 نساء في طوكيو وحُكم عليه بالسجن لمدة 14 عامًا. وأدين بارتكاب جريمة جنسية أخرى في عام 2021 بعد إطلاق سراحه من السجن. |
| آلان روبرت وبستر وتانيا فرينش                               | المملكة المتحدة                                    | 2004                           | 5                | مربيات أطفال اغتصبن طفلة عمرها 12 أسبوعًا بشكل متكرر في فبراير ومارس 2004. اعترفت تانيا فرينش البالغة من العمر 19 عامًا بالذنب في أربع تهم بالاغتصاب، بينما اعترفت ويبستر بالذنب في تهمة واحدة. وسجلت الإساءة وأدينتا أيضًا بهذه التهمة وعدد من الاعتداءات غير اللائقة. |
| ترينت بنسون                                                 | الولايات المتحدة                                   | 2004–2007                      | 4+               | قام باختطاف واغتصاب وضرب النساء في ميسا وفينيكس من عام 2004 إلى عام 2007، مما أدى إلى وفاة ضحيتين. وقد أدين وحُكم عليه بالإعدام عن جريمتي القتل وبالسجن 135 عامًا عن اعتداءين جنسيين آخرين، وهو الآن في انتظار تنفيذ حكم الإعدام. تعتقد الشرطة أنه قد يكون مسؤولاً عن المزيد من جرائم الاغتصاب والقتل. |
| مغتصب متسلسل في منزل عطلات برتغالي غير معروف                | البرتغال                                           | 2004–2010                      | 5–12             | مُغتصب متسلسل لفتيات صغيرات في أسر بريطانية في بيوت العطلات في البرتغال، اغتصاب خمس فتيات مرتبط بشكل قاطع. تم تحديد 12 حالة اغتصاب على أنها مرتبطة بشكل كامل. أفادت الفتيات وشهود آخرون بنفس الملامح والروائح والكلام وحتى الملابس المميزة للمغتصب، مع أسلوب اقتحام بيوت العطلات والاعتداء الجنسي على الفتيات في الأسرة التي كن ينمن فيها. كانت الشرطة المحلية تشتبه في إقليدس مونتيرو، وهو شخص متورط في اختفاء مادلين ماكين، لكن تم تبرئته من خلال أدلة الحمض النووي. |
| أميري سينغ داليوال                                          | المملكة المتحدة                                    | 2004–2011                      | 22               | أدين في عام 2018 بارتكاب 22 تهمة اغتصاب كجزء من عصابة هديرسفيلد. |
| زاهد حسن                                                    | المملكة المتحدة                                    | 2004–2011                      | 10               | أدين في عام 2018 بارتكاب ست تهم اغتصاب كجزء من عصابة هديرسفيلد. أدين بأربع تهم أخرى بالاغتصاب ومحاولة اغتصاب في عام 2021. |
| وقاص محمود                                                  | المملكة المتحدة                                    | 2004–2011                      | 3                | أدين في عام 2018 بارتكاب ثلاث تهم اغتصاب كجزء من عصابة هديرسفيلد. |
| نصرت حسين                                                   | المملكة المتحدة                                    | 2004–2011                      | 3                | أدين في عام 2018 بارتكاب ثلاث تهم اغتصاب كجزء من عصابة هديرسفيلد. |
| محمد عظيم                                                   | المملكة المتحدة                                    | 2004–2011                      | 5                | أدين في عام 2018 بخمس تهم اغتصاب ارتكبت كجزء من عصابة هديرسفيلد. |
| عضو عصابة هادرسفيلد البالغ من العمر 32 عامًا لم يتم ذكر اسمه | المملكة المتحدة                                    | 2004–2011                      | 5                | أدين في عام 2019 بخمس تهم اغتصاب ارتكبت كجزء من عصابة هديرسفيلد. |
| سونيل راستوجي                                               | الهند                                              | 2004–2017                      | 60               | متحرش هندي بالأطفال تم القبض عليه في 15 يناير 2017 بتهمة اغتصاب العديد من الفتيات القاصرات. كان يستهدف الفتيات أثناء عودتهن من المدرسة لمدة 13 عامًا على الأقل قبل القبض عليه. تعرض أكثر من 60 فتاة للاعتداء الجنسي من قبله. |
| مارك غودو                                                   | الولايات المتحدة                                   | 2005–2006                      | 15               | معروف باسم «القاتل الأساسي»؛ اغتصب النساء والفتيات الصغيرات في منطقة شمال وسط مدينة فينيكس بولاية أريزونا، خلال سلسلة من الجرائم التي قام خلالها أيضًا باختطاف وقتل ضحايا آخرين. حُكم عليه بالإعدام. |
| ليو كوفاييف                                                 | روسيا                                              | 2005–2009                      | 11               | مرسل بريد عشوائي روسي أمريكي اعتدى على ما لا يقل عن إحدى عشرة فتاة يتيمة أو معاقة ذهنياً في مكتبه بموسكو بين عامي 2005 و2009. ومن بين أنشطته غير القانونية على الإنترنت، أدين أيضاً بتوزيع صور إباحية للأطفال. |
| نيكلاس إلياسون                                              | السويد                                             | 2005–2010                      | 14               | يُعرف باسم «مغتصب أوربرو»، ويعتبر أحد أسوأ المغتصبين المتسلسلين في السويد. كان إلياسون ناشطًا في أوأوربرويبرو، ويتصرف بناءً على صوت داخلي أخبره بمهاجمة النساء؛ حُكم عليه بالسجن لمدة 12 عامًا، وأُطلق سراحه بكفالة في عام 2018. |
| ماري بلاك                                                   | بريطانيا العظمى                                    | 2005–2015                      | 5                | زعيمة عصابة اعتداء جنسي على الأطفال في نورويتش. أدينت بتهمة ارتكاب 23 جريمة جنسية ضد الأطفال، بما في ذلك الاغتصاب. وقد ارتكبت الاعتداءات ضد خمس ضحايا مختلفين، تعرضوا للانتهاك في الحفلات وربما تم تقديمهم لضحايا آخرين في اليانصيب. سُجنت بلاك لمدة لا تقل عن 24 عامًا، بينما تلقى ثلاثة أعضاء آخرين من العصابة أحكامًا أقصر. |
| أندريه كييكو                                                | روسيا                                              | 2006–2007                      | 5+               | يُعرف باسم «مجنون سوسنوفسكي»؛ فقد سرق واغتصب فتيات ونساء صغيرات في حديقة سوسنوفسكي في سانت بطرسبرغ، وقتلهن في بعض الأحيان. وقد تعرضت ضحاياه للاغتصاب في الفترة من سبتمبر/أيلول 2006 إلى يناير/كانون الثاني 2007، ولكن يشتبه في أنه ربما يكون لديه ضحايا إضافيات يعود تاريخهن إلى أوائل عام 2004. |
| باشارات كاليق                                               | بريطانيا العظمى                                    | 2006–2011                      | 5                | أدين بخمس تهم اغتصاب في عام 2019 لجرائم ارتكبت كجزء من عصابة الاعتداء الجنسي على الأطفال في هاليفاكس. |
| بارفاز أحمد                                                 | بريطانيا العظمى                                    | 2006–2011                      | 3                | أدين بثلاث تهم اغتصاب في عام 2019 لجرائم ارتكبت كجزء من عصابة الاعتداء الجنسي على الأطفال في هاليفاكس. |
| آصف حسين                                                    | بريطانيا العظمى                                    | 2006–2012                      | 3                | أدين بثلاث تهم اغتصاب في عام 2015 لجرائم ارتكبت كجزء من عصابة الاعتداء الجنسي على الأطفال في آيلسبري. |
| محمد عمران                                                  | بريطانيا العظمى                                    | 2006–2012                      | 3                | أدين بثلاث تهم اغتصاب في عام 2015 لجرائم ارتكبت كجزء من عصابة الاعتداء الجنسي على الأطفال في آيلسبري. |
| فيكرام سينغ                                                 | بريطانيا العظمى                                    | 2006–2012                      | 4                | أدين بأربع تهم اغتصاب في عام 2015 لجرائم ارتكبت كجزء من عصابة الاعتداء الجنسي على الأطفال في آيلسبري. |
| ريتشارد هاكل                                                | ماليزيا (مدان) كمبوديا سنغافورة لاوس الهند (مشتبه) | 2006–2014                      | 71               | متحرش بريطاني بالأطفال اعتدى على أطفال قاصرين في ماليزيا، وربما يصل عددهم إلى 200 في جميع أنحاء جنوب شرق آسيا، متظاهرًا بوظائف مناسبة لجذب ضحاياه؛ وُصف بأنه أحد أسوأ المتحرشين بالأطفال وأصغرهم سنًا في بريطانيا؛ حُكم عليه بالسجن 22 عامًا، وقُتل في السجن في إنجلترا عام 2019. |
| عصابة الاعتداء الجنسي على الأطفال في تيلفورد                | المملكة المتحدة                                    | 2007–2009                      | 1،000+           | عصابة بريطانية باكستانية اعتدت جنسياً على فتيات مراهقات في تيلفورد. أُدين سبعة رجال، على الرغم من تورط العديد من الرجال الآخرين. كشف تحقيق في الإخفاقات المؤسسية أن أكثر من 1000 فتاة يُعتقد أنهن وقعن ضحايا للعصابة. |
| إراسمو موينا                                                | تشيلي                                              | 2007–2010                      | 6                | مغتصب متسلسل أدين بارتكاب 6 اعتداءات جنسية، بالإضافة إلى جريمتي قتل؛ وحُكم عليه بالسجن لمدة 60 عامًا بتهمة ارتكاب جرائم القتل في عام 2011. |
| أزور أحمد                                                   | سنغافورة                                           | 2008–2009                      | 23               | كان أزوار أحمد، الذي سُجن سابقًا بتهمة التحرش الجنسي في عام 2003، والذي كان يعمل مديرًا تنفيذيًا للخدمات اللوجستية، قد قام بتخدير واغتصاب 22 امرأة (تتراوح أعمارهن بين 18 و38 عامًا)، متظاهرًا بلقاء الضحايا في النوادي الليلية، وتعريف نفسه بأنه جراح أسنان أو رجل أعمال أو طالب. وكان أزوار يضيف أيضًا مهدئات مثل حبوب دورميكوم إلى المشروبات الكحولية التي يشتريها للضحايا قبل إعطائهم للشرب. وبعد أن يفقد الضحايا وعيهم تدريجيًا، كان أزوار يحضرهم إلى الفنادق أو منازلهم، حيث كان يتحرش بهن أو يغتصبهن، بل وحتى يسرق من بعضهن ويصور نفسه في كل مرة يغتصب فيها الضحايا أو يتحرش بهن. وحُكم على أزوار بالسجن لمدة 37 عامًا وستة أشهر وحُكم عليه بـ24 جلدة بالعصا عن هذه الجرائم في عام 2014. |
| هنريك سوتيرو                                                | البرتغال                                           | 2008–2009                      | 40               | معروف باسم «مغتصب تيلهيراس»، وهو مهندس اغتصب الفتيات القاصرات في منطقة لشبونة الكبرى تحت تهديد السكين، وحُكم عليه بالسجن لمدة 25 عامًا. |
| خوان كارلوس سانشيز لاتوري                                   | كولومبيا فنزويلا (مشتبه)                           | 2008–2011                      | 267              | معروف باسم «الذئب الكبير الشرير»؛ استدرج الأولاد الصغار إلى الفنادق، حيث اغتصبهم وسجل مقاطع فيديو لاعتداءاته؛ يشتبه في ارتكابه أكثر من 500 اعتداء، بعضها حدث في فنزويلا؛ حُكم عليه بالسجن لمدة 60 عامًا. |
| مارك أوليري                                                 | الولايات المتحدة                                   | 2008–2012                      | 6                | تعقب واقتحام منازل ست نساء من مختلف الأعمار والخلفيات والمعلومات الشخصية الأخرى في الضواحي القريبة من سياتل ودينفر، واغتصابهن أثناء احتجازهن أسيرات لفترة طويلة في منازلهن. لم يتم تصديق المرأة الأولى التي تم التعرف عليها، والتي تم الإعلان عن اسمها علنًا، في تقريرها وتعرضت للمضايقة من قبل الضباط المحليين المحبطين المكلفين بقضيتها لإقناعها بالكذب، مما أدى إلى توجيه الاتهام إليها وإدانتها وسجنها لفترة وجيزة بسبب زعمها أن بيانها «كاذب». أدت الجهود المشتركة من الإدارات في واشنطن وكولورادو إلى التعرف على أوريلي، وهو جندي مخضرم كان يعمل في مكان قريب سابقًا، واعتقاله في كولورادو، مع العثور على أدلة على جميع حالات الاغتصاب، بما في ذلك اغتصاب ماري، في منزل أوريلي. أدت الكشوفات التي أدت إلى تبرئة ماري وتسوية القضية من قبل المدينة أيضًا إلى تغييرات في بروتوكول وأخلاقيات إدارة شرطة لينوود بمجرد الكشف عن رفضها المفرط لقضايا الجرائم الجنسية. وقد نشرت صحيفة بروبابليكا مقالا يشرح القضية بالتفصيل، تحت عنوان «قصة اغتصاب لا تصدق»، بالإضافة إلى مسلسل قصير مقتبس بعنوان «لا يصدق». |
| إيان واتكينز                                                | المملكة المتحدة                                    | 2008–2017                      | 6–9              | المغني الرئيسي السابق لفرقة الروك الأنبياء الضالون. كان يتلاعب بالأمهات ليسمحن لواتكينز بالاعتداء جنسياً على أطفالهن الرضع. أدين واتكينز بثلاث تهم بالاعتداء الجنسي على الأطفال، وست تهم باستغلال الأطفال جنسياً، وتهمة واحدة باستغلال الحيوانات جنسياً بشكل مفرط، وحُكم عليه بالسجن لمدة 29 عامًا. كما أدينت الأمهات وحُكم عليهن بالسجن. نُقل واتكينز بين السجون ليكون أقرب إلى والدته بعد عملية زرع الكلى، لكن واتكينز نُقل مرة أخرى إلى سجنه الأصلي بعد أن بدأ في التلاعب بأم أخرى. كشفت التحقيقات عن تقارير عن جرائم واتكينز تعود إلى عام 2008. |
| روجيه عبد المسيح                                            | البرازيل                                           | 2009                           | 52               | في أوائل عام 2009، اتُهم بالاعتداء الجنسي على مرضى تحت التخدير. وحُكم على عبد المسيح بالسجن لمدة 278 عامًا بتهمة اغتصاب 52 شخصًا. |
| ياب ونغ واه                                                 | سنغافورة                                           | 2009–2012                      | 45               | مهندس ضمان الجودة الماليزي الذي حصل على وظيفة في سنغافورة. اشتهر باغتصاب 31 مراهقًا تتراوح أعمارهم بين 11 و14 عامًا في سنغافورة بين عامي 2009 و2012، فضلاً عن ارتكاب 14 جريمة اغتصاب إضافية لذكور مراهقين في ماليزيا. تم القبض على ياب في سنغافورة في سبتمبر 2012 واتهم بارتكاب 76 جريمة اعتداء جنسي على قاصرين، والتي تضمنت اتهامات بالجنس الفموي والجنس الشرجي وتصوير أفعاله الجنسية غير القانونية. ومع ذلك، تم تطبيق التهم الموجهة إليه فقط على تلك التي ارتكبت في سنغافورة ولم يواجه اتهامات بجرائمه الجنسية التي ارتكبها في ماليزيا بسبب عدم الاختصاص. وجد أن ياب يعاني من الهيبفيليا، وهو اضطراب جنسي يملي اهتمامًا جنسيًا بالذكور في سن البلوغ. بعد ثلاث سنوات، في مارس 2015، ونظرًا لميله الشديد إلى العودة إلى الجريمة، والطبيعة المشددة للغاية لجرائمه وافتقاره إلى الندم، حُكم على ياب وينج واه، الذي كان يبلغ من العمر 31 عامًا آنذاك، بالسجن لمدة 30 عامًا وتلقى أيضًا 24 جلدة بالعصا، بعد إدانته بـ12 من أصل 76 تهمة (تم أخذ الباقي في الاعتبار أثناء الحكم). كان ياب وينج واه معروفًا بأنه أحد أسوأ المفترسين الجنسيين للأطفال الصغار في تاريخ سنغافورة. |
| رابدين ساتر                                                 | ماليزيا                                            | 2009–2012                      | 5+               | مغتصب متسلسل ماليزي ومشتبه به في القتل المتسلسل قتل ما بين خمسة وستة أشخاص وارتكب عدة جرائم اغتصاب وجرائم ممتلكات. بين عامي 2009 و2012، اغتصب رابيدين ما لا يقل عن خمس إناث، أربع منهن قاصرات تتراوح أعمارهن بين ثمانية و17 عامًا، والخامسة كانت امرأة حامل قتل زوجها في عام 2012. حُكم على رابيدين بالسجن لمدة 50 عامًا و36 جلدة بالعصا عن هذه الجرائم الجنسية، ولكن حُكم عليه أيضًا بالإعدام عن جريمتي قتل من بين الجرائم التي ارتكبها. |
| ماثيو ماكنايت                                               | كندا                                               | 2010–2016                      | 5–13             | اتُهم منظم ملهى ليلي بالاعتداء الجنسي على عدة نساء أثناء سُكرهن. التقى ماكنيت بالنساء في الحانات، وأعطاهن الكحول، واستدرجهن إلى منزله واعتدى عليهن. وُجهت إليه تهمة الاعتداء على ثلاث عشرة امرأة، وأُدين بخمس تهم في يناير/كانون الثاني 2020. |
| ليفيث روا                                                   | كولومبيا                                           | 2010–2019                      | 12               | معروف باسم «الوحش من المسلخ»؛ ضابط شرطة سابق كان يغري الضحايا بعروض عمل كاذبة، ثم يغتصبهم ويعذبهم في كوخ في مالامبو؛ مسؤول أيضًا عن مقتل طالب؛ حُكم عليه بالسجن 37 عامًا. |
| مايكل إميرتون                                               | المملكة المتحدة                                    | عقد 2010–2017                  | 4                | زعيم شبكة بيركهامستد للتحرش بالأطفال، أدين في عام 2015 بأربع تهم اغتصاب وجرائم جنسية أخرى مختلفة. وحُكم عليه بالسجن تسع سنوات مدى الحياة. |
| دارين شاربر                                                 | الولايات المتحدة                                   | 2011–2014                      | 16               | كان دارين شاربر لاعب كرة قدم سابق في الدوري الوطني لكرة القدم الأمريكية ولعب في الدوري لمدة 14 موسمًا مع ثلاثة فرق مختلفة. خلال ذلك الوقت كان لاعبًا محترفًا خمس مرات وفريقًا أولًا من فريق كل المحترفين مرتين بالإضافة إلى بطل سوبر بول وعضو فريق كل العقد لعام 2000. في عام 2014، أقر بالذنب في تخدير واغتصاب 16 امرأة مختلفة في أربع ولايات مختلفة وحُكم عليه بالسجن لمدة 20 عامًا. |
| بيتر سكولي                                                  | Philippines                                        | 2011–2015                      | 5–75             | مجرم جنسي من مواليد أستراليا، له تاريخ طويل في الاعتداء الجنسي على الأطفال في الفلبين، معظمهم من الفتيات. استهدف أطفال الأسر الفقيرة وحتى أطفال إحدى صديقاته، وعذبهم، غالبًا مع شركائه، وأنتج أفلامًا «مؤلمة» عن العنف الجسدي والجنسي على الأطفال، ويقال إنه أدار مواقع إباحية للأطفال على شبكة الإنترنت المظلمة وشبكة دولية للاعتداء الجنسي على الأطفال. يُقال إنه ارتكب جرائم جنسية ضد 75 طفلاً. أدين بخمس تهم اغتصاب فتيات قاصرات، وينتظر حاليًا المحاكمة بتهمة نشر صور إباحية للأطفال، والتعذيب، وقتل فتاة تبلغ من العمر 11 عامًا في عام 2012. |
| زدينو ميرجا                                                 | بريطانيا العظمى                                    | 2012                           | 8                | أدين بثمانية تهم اغتصاب في عام 2014 لجرائم ارتكبت كجزء من عصابة الاعتداء الجنسي في بيتربورو. |
| حسن عبدالله                                                 | بريطانيا العظمى                                    | 2012                           | 4                | أدين بأربع تهم اغتصاب في عام 2014 لجرائم ارتكبت كجزء من عصابة الاعتداء الجنسي في بيتربورو. |
| ريناتو بالوج                                                | بريطانيا العظمى                                    | 2012                           | 5                | أدين بخمس تهم اغتصاب في عام 2014 لجرائم ارتكبت كجزء من عصابة الاعتداء الجنسي في بيتربورو. |
| ياسر علي                                                    | بريطانيا العظمى                                    | 2012                           | 4                | أدين بأربع تهم اغتصاب في عام 2014 لجرائم ارتكبت كجزء من عصابة الاعتداء الجنسي في بيتربورو. |
| جنيفر فيشتر                                                 | الولايات المتحدة                                   | 2012–2014                      | 3+               | كانت تعمل في المدرسة الإعدادية والثانوية. اعتقلت وأدينت بتهمة إقامة علاقات جنسية مع ثلاثة طلاب في المدرسة الثانوية يبلغون من العمر 17 عامًا. استقالت في عام 2008 من المدرسة الأخيرة التي عملت بها بسبب سوء السلوك والجرائم المماثلة. |
| دانيال هولتزكلاو                                            | الولايات المتحدة                                   | 2013–2014                      | 8                | استخدم سلطته كضابط شرطة لاستهداف النساء الأميركيات من أصل أفريقي في مجتمعه. أدين باغتصاب أو الاعتداء على ثماني نساء، لكن يُعتقد أن عدد ضحاياه الحقيقي بلغ ثمانية عشر. |
| مغتصب الطريق السريع رقم 80                                  | الولايات المتحدة                                   | 2013–2014                      | 3                | سلسلة من جرائم الاغتصاب ارتكبها مغتصب متسلسل مجهول الهوية في ساكرامنتو، كاليفورنيا. وفي حين اقتنع كثيرون بأن نفس الرجل ارتكب اعتداءات أخرى، لم يتم ربط سوى ثلاث منها بنجاح باستخدام الحمض النووي. وقد استبعدت جهود التحقيق وأدلة الحمض النووي المشتبه بهم السابقين، ولا يزال التحقيق باردًا. |
| ريتشارد شوك                                                 | Bolivia                                            | 2013–2021                      | 77+              | لقد استدرج النساء من خلال إعلانات كاذبة على الفيسبوك وانتحل صفة ضابط شرطة من أجل ابتزازهن للحصول على المال والجنس. وبعد إدانته وحكم عليه بالسجن لمدة 30 عامًا بتهمة القتل في عام 2013، قام تشوك بالرشوة للخروج من السجن بإطلاق سراح غير خاضع للإشراف، وبعد ذلك صعد من جرائمه بشكل كبير، حيث اغتصب العديد من النساء وقتل اثنتين أخريين على الأقل. وقد حُكم عليه بالسجن لمدة 30 عامًا عن الجرائم الأخيرة، وأثارت قضيته نقاشًا ساخنًا حول معاملة المجرمين العائدين في جميع أنحاء البلاد. |
| رينهارد سيناغا                                              | المملكة المتحدة                                    | 2015–2017                      | 48               | طالب إندونيسي في مانشستر بالمملكة المتحدة، أدين بـ136 تهمة اغتصاب، و14 تهمة اعتداء جنسي، وثماني تهم محاولة اغتصاب، وتهمة واحدة بالاعتداء بالاختراق. استهدف رجالاً من جنسين مختلفين كانوا يغادرون النوادي الليلية واغتصب ضحاياه بإحضارهم إلى شقته تحت ذريعة غير جنسية وتخديرهم بمادة جاما. قام بتصوير الاعتداءات، وتزعم الشرطة أن عدد الضحايا بلغ 195 ضحية على الأقل. |
| باريزيان كالين                                              | المملكة المتحدة                                    | 2016–2018                      | 4                | أدين في عام 2019 بأربع تهم اغتصاب ارتكبت كجزء من عصابة الاعتداء الجنسي على الأطفال في مانشستر. |
| ستيوارت ويلدون                                              | الولايات المتحدة                                   | 2017–2018                      | 11               | مجرم معتاد من مدينة نيويورك؛ اغتصب وضرب وعذب النساء في سبرينغفيلد، ماساتشوستس؛ قتل ثلاث من النساء في النهاية وأخفى جثثهن في منزله، الذي كان يتقاسمه أيضًا مع والدته. |
| جوزيف ماكان                                                 | المملكة المتحدة                                    | 2019                           | 11               | مجرم محترف من مواليد إنجلترا اعتدى جنسياً على ضحاياه واغتصبهم، بدءًا من الأطفال إلى النساء المسنات؛ حُكم عليه بـ33 تهمة بالسجن مدى الحياة. |
| كريس وو                                                     | الصين                                              | 2020                           | 3+               | في يوليو/تموز 2021، اتهمت طالبة جامعية صينية تدعى دو ميزو مغني الراب والممثل الصيني الكندي علنًا باغتصابها و30 امرأة وفتاة أخرى. وأدين وو باغتصاب ثلاث نساء بين نوفمبر/تشرين الثاني وديسمبر/كانون الأول 2020 في نوفمبر/تشرين الثاني 2022. |
| علي غفار                                                    | الولايات المتحدة                                   | 2021–2022                      | 6–8+             | مغتصب متسلسل مدان بارتكاب ستة اعتداءات في ويست سبرينغفيلد بولاية ماساتشوستس، ويشتبه في ارتكابه اثنتين أخريين على الأقل؛ ومن المقرر أن يُحكم عليه في يناير/كانون الثاني 2025. |
| مايكل جايدر                                                 | أستراليا                                           | الثمانينات–1995                | 13+              | أقر بالذنب في اختفاء وقتل سامانثا نايت، وهو المشتبه به الرئيسي في اختفاء وقتل رينيه أيتكين المفترض. كان بالفعل في السجن بتهمة تخدير الأطفال والاعتداء عليهم جنسياً، وكان يعتني بهم لدى نساء يعرفهن. تم الإفراج عنه بشروط، لكنه انتهك شروطه بحيازة صور إباحية للأطفال وسُجن مرة أخرى. |
| تيري هورنباكل                                               | الولايات المتحدة                                   | ؟؟؟–2006                       | 3                | قس بروتستانتي سابق في أرلينغتون، تكساس. أدين وسجن في عام 2006 بتهمة اغتصاب ثلاث نساء تحت تأثير المخدرات، اثنتان من كنيسته؛ تم إدخاله إلى المستشفى في عام 2010 بعد أن صنفته المحاكم كمجرم جنسي خطير. |
| ثابو بيستر                                                  | جنوب إفريقيا                                       | ؟؟؟–2012                       | 3+               | يُعرف باسم «مغتصب الفيسبوك». استخدم الموقع لاستدراج العديد من النساء واغتصابهن وسرقة عدد كبير منهن، فقتل واحدة منهن على الأقل. هرب من السجن بعد أن تظاهر بوفاته بسبب حريق في زنزانته. ألقي القبض عليه في تنزانيا مع شخصين آخرين، بما في ذلك شريكة بيستر الرومانسية المزعومة. |
| لاري نصار                                                   | الولايات المتحدة                                   | التسعينات–2016                 | 500+             | طبيب فريق الجمباز النسائي الوطني في الولايات المتحدة، حيث استخدم منصبه لاستغلال مئات الرياضيات الشابات والاعتداء عليهن جنسياً كجزء من فضيحة اعتداء جنسي في تاريخ الرياضة. |